# گرجی‌های ایران
گرجی‌های ایران گروهی از مردم گرجی، و یکی از قومیت‌های ساکن ایران هستند که نیاکان آن‌ها عمدتاً به دلیل مقاومت در برابر پادشاهان ایران، از وطن خود گرجستان، به ایران تبعید می‌شدند. به‌طوری‌که در طول حکومت سلسله‌های صفویه، افشاریه و قاجاریه گرجی‌های بسیاری در نواحی مختلف ایران پراکنده شدند و بیشتر آنان در منطقه فریدن شامل فریدونشهر و بوئین میاندشت استان اصفهان سکونت دارندو امروزه پس از گذشت حدود پنج سده، تنها صد هزار تَن از آنان قابل شناسایی هستند که از این میان برخی از گرجی‌های مناطقِ ساحلیِ شمالِ ایران با حفظ برخی از عناصر فرهنگی خود یعنی: لباس، رقص، موسیقی، آشپزی و معماری شناخته می‌شوند و همچنین بعضی از گرجی‌های مناطقِ کوهستانیِ غربِ اصفهان به واسطهٔ سخن گفتن به زبان گرجی قابل شناسایی هستند.

## تاریخ

### ورود گرجی‌ها به ایران
در طی حملات ارتش امپراتوری صفویان به پادشاهی کارتلی و پادشاهی کاختی (شرق گرجستان امروزی)، گرجی‌های بسیاری به مناطق مختلف ایران کوچانده شدند.
به استناد از منابع تاریخی متعدد، حدود ۲۲۵٬۰۰۰ گرجی در دورهٔ صفویه، ۳۰٬۰۰۰ گرجی در دورهٔ افشاریه و ۱۵٬۰۰۰ گرجی نیز در دورهٔ قاجاریه در ایران ساکن شدند
شمار گرجی‌های کشته شده و کوچانده شده طی دوره‌های گوناگون حملات به قفقاز و گرجستان (صفویه به بعد):
| شرح مختصر رویداد             | سال رویداد (قمری) | پادشاه وقت | شمار کشتگان          | شمار اسرا             | منبع                                                                   |
| ---------------------------- | ----------------- | ---------- | -------------------- | --------------------- | ---------------------------------------------------------------------- |
| نبرد شاه اسماعیل با شروانشاه | ۹۰۶               | اسماعیل    | نامعلوم              | نامعلوم               | روملو، احسن التّواریخ، ۶۲. و والهٔ قزوینی، خلدبرین، ۹۶.                  |
| یاری دیوسلطان به قرقره       | ۹۲۲               | اسماعیل    | نامعلوم              | ۲۰۰ تن                | روملو، احسن التّواریخ، ۲۱۱. و هوشنگ مهدوی، تاریخ روابط خارجی ایران، ۲۶. |
| حملهٔ دیو سلطان به منوچهر     | ۹۲۹               | اسماعیل    | ۲٬۰۰۰ تن             | نامعلوم               | عالم آرای شاه اسماعیل، ۶۰۴–۶۰۷.                                        |
| حملهٔ دیو سلطان به منوچهر     | ۹۲۹               | اسماعیل    | نامعلوم              | نامعلوم               | عالم آرای شاه اسماعیل، ۶۰۹–۶۱۱.                                        |
| کپک سلطان                    | ۹۳۰               | طهماسب     | نامعلوم              | نامعلوم               | روملو، احسن التّواریخ، ۲۴۷.                                             |
| حملهٔ اول شاه طهماسب          | ۹۴۷               | طهماسب     | نامعلوم              | نامعلوم               | روملو، احسن التّواریخ، ۳۸۴.                                             |
| حملهٔ دوم شاه طهماسب          | ۹۵۳               | طهماسب     | نامعلوم              | نامعلوم               | روملو، احسن التّواریخ، ۴۰۹.                                             |
| حملهٔ سوم شاه طهماسب          | ۹۵۸               | طهماسب     | نامعلوم              | نامعلوم               | روملو، احسن التّواریخ، ۴۵۵.                                             |
| حملهٔ چهارم شاه طهماسب        | ۹۶۱               | طهماسب     | نامعلوم              | ۳۰٬۰۰۰ تن             | روملو، احسن التّواریخ، ۴۹۲. و ترکمان، عالم آرای عبّاسی، ۸۸.              |
| حملهٔ شاه وردی به سیمون       | ۹۶۴               | طهماسب     | نامعلوم              | نامعلوم               | روملو، احسن التّواریخ، ۵۱۳.                                             |
| حملهٔ شاه وردی به سیمون       | ۹۶۴               | طهماسب     | ۱٬۰۰۰ تن             | نامعلوم               | روملو، احسن التّواریخ، ۵۳۰. و ترکمان، عالم آرای عبّاسی، ۸۹.              |
| حملهٔ سرداران شاه طهماسب      | ۹۷۶               | طهماسب     | نامعلوم              | نامعلوم               | روملو، احسن التّواریخ، ۵۶۸. و والهٔ قزوینی، خلدبرین، ۳۵۶.                |
| فتنهٔ کنستانتین               | ۱۰۱۳              | عباس       | ۵۰ تن                | ۰                     | منجّم یزدی، تاریخ عبّاسی، ۲۷۶.                                           |
| حملهٔ اول شاه عباس            | ۱۰۱۴              | عباس       | نامعلوم              | ۳۰٬۰۰۰ تن             | ترکمان، عالم آرای عبّاسی، ۸۷۵.                                          |
| حملهٔ دوم شاه عباس            | ۱۰۱۴              | عباس       | نامعلوم              | ۵۰۰ تن                | ترکمان، عالم آرای عبّاسی، ۸۷۵.                                          |
| امیرگونه در آخال تسیخه       | ۱۰۱۸              | عباس       | نامعلوم              | ۳٬۰۰۰ تن              | ترکمان، عالم آرای عبّاسی، ۷۸۸.                                          |
| حملهٔ سوم شاه عباس            | ۱۰۲۵              | عباس       | ۷۰٬۰۰۰ تن ۱۰۰٬۰۰۰ تن | ۱۳۰٬۰۰۰ تن ۲۰۰٬۰۰۰ تن | ترکمان، عالم آرای عبّاسی، ۹۰۰.                                          |
| عیسی خان قورچی باشی          | ۱۰۲۵              | عباس       | نامعلوم              | ۱۰٬۰۰۰ تن             | ترکمان، عالم آرای عبّاسی، ۹۱۳.                                          |
| عیسی خان قورچی باشی          | ۱۰۲۵              | عباس       | نامعلوم              | نامعلوم               | ترکمان، عالم آرای عبّاسی، ۹۱۳.                                          |
| زیاد اوغلی در دانقی          | ۱۰۲۵              | عباس       | نامعلوم              | نامعلوم               | ترکمان، عالم آرای عبّاسی، ۹۱۳.                                          |
| قرچاغای خان                  | ۱۰۳۳              | عباس       | ۱۰٬۰۰۰ تن            | ۰                     | ترکمان، عالم آرای عبّاسی، ۱۰۲۱.                                         |
| حملهٔ سرداران شاه عباس        | ۱۰۳۴              | عباس       | ۱۰٬۰۰۰ تن            | ۰                     | ترکمان، عالم آرای عبّاسی، ۱۰۲۷.                                         |
| رستم خان در دفع طهمورث       | ۱۰۴۱              | صفی        | ۰                    | ۶٬۰۰۰ تن              | خواجگی اصفهانی، خلاصة السّیر، ۱۵۴.                                      |
| حملهٔ نادر شاه                | ۱۱۴۸              | نادر       | ۰                    | نامعلوم               | لکهارت، نادرشاه، ۱۲۹.                                                  |
| حملهٔ آغامحمدخان قاجار        | ۱۲۰۹              | آغامحمدخان | نامعلوم              | ۱۵٬۰۰۰ تن             | هدایت، تاریخ روضة الصّفای ناصری، ۲۷۱.                                   |

### اوایل دورهٔ صفویه

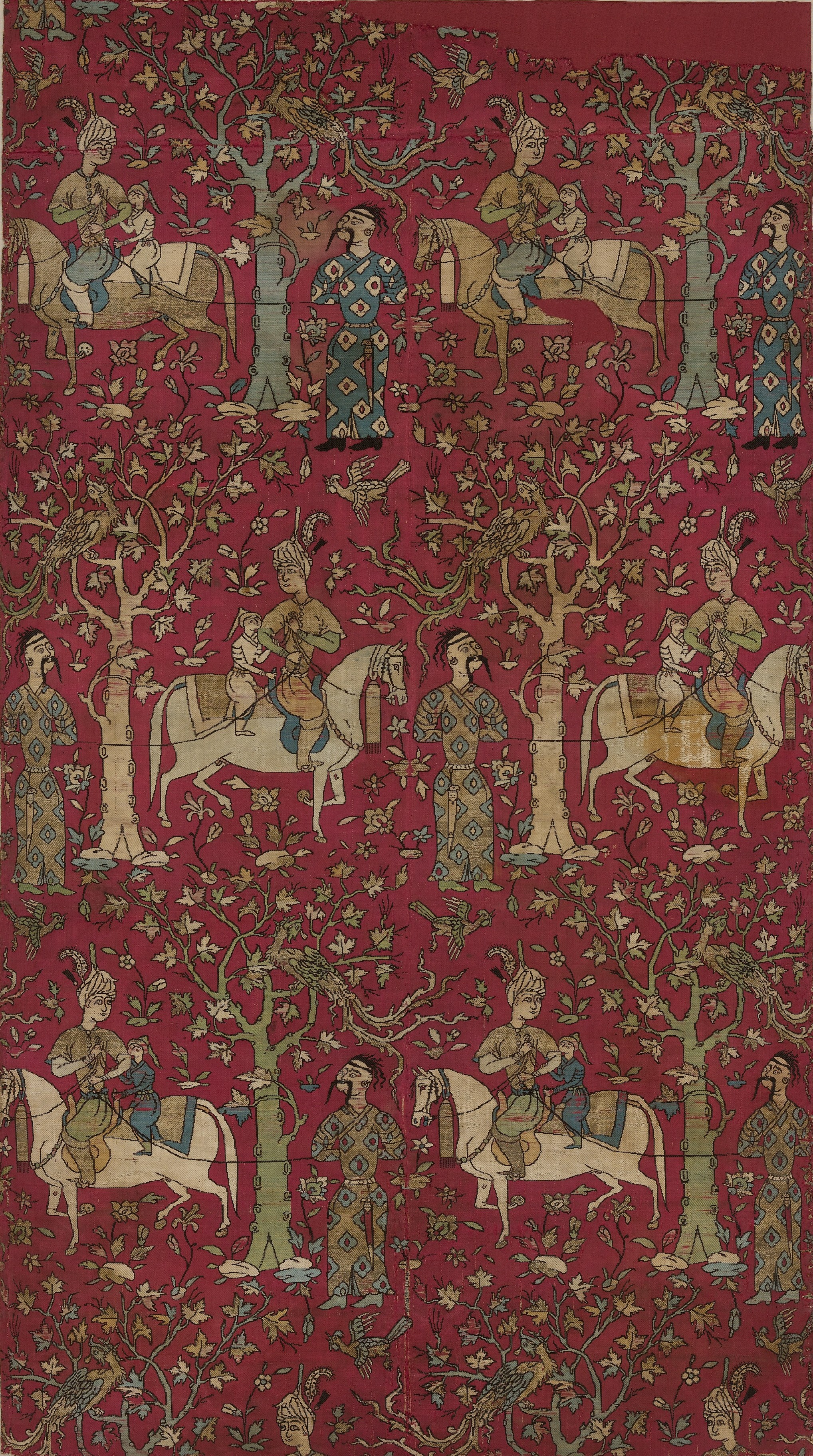
درباریان صفوی اسرای گرجی را راهنمایی می‌کنند. نقاشی روی پارچه مربوط به اواسط سدهٔ ۱۶ میلادی از موزه متروپولیتن نیویورک

نقطهٔ شروع ورود گرجی‌ها به ایران از آغاز تأسیس سلسلهٔ صفویان یعنی سال ۹۰۶ ق / ۱۵۰۱ م می‌باشد. هنگامی که شاه اسماعیل یکم عازم نبرد با فرخ یسار پادشاه شروان شد خلفا بیک را با جمعی روانهٔ جنگ با گرجی‌ها نمود که در این یورش بسیاری از گرجی‌ها کشته شدند. شاه اسماعیل که پس از شکست خوردن در چالدران دیگر خود هیچگاه فرماندهی لشکریانش در تهاجمات را بر عهده نمی‌گرفت در سال ۹۲۲ ق، دیوسلطان را روانهٔ نبرد با منوچهرخان و یاری رساندن به ملک قرقره نمود. دیوسلطان پس از ۱۴ روز نبرد پیروز شد و با اسرا و غنایم فراوانی بازگشت نمود. از اسرایی که در این جنگ گرفته شدند شاه اسماعیل ۲۰۰ تن را برای سلطان مصر جهت جلب دوستی وی علیه عثمانیان فرستاد.
با توجه به مطلبی از «عالم آرای شاه اسماعیل» می‌توان برداشت نمود که شمار گرجیانی که در سپاه شاه اسماعیل وارد شدند چنان فراوان بوده‌اند که محمدی سلطان ترکمان حاکم یاغی قراحمید که از سوی شاه اسماعیل منصوب شده بود، نامه‌ای به اسکندرخان کُرد محمودی داده و در صورت یاری به او در جهت شکست دادن شاه اسماعیل، مژدهٔ به دست آوردن غنایم فراوان به همراه سربازان گرجی مرصع پوش را می‌دهد.
میانه سال‌های ۹۳۰ تا ۹۵۷ ق برابر با ۱۵۲۴ تا ۱۵۶۱ م شاه طهماسب چهار بار به گرجستان لشکرکشی نمود. افزون بر لشکرکشی‌های او، چهار بار نیز امرا و سرداران خود را به جنگ با گرجیان فرستاد. در درازای این حملات که به بهانهٔ جهاد علیه کفار (این واژه به غیرمسلمانان گفته می‌شد) و در حقیقت به دلیل غارت ثروت‌های فراوان موجود در کلیساهای گرجستان و تمایل وی برای تجربه اندوزی سپاهیانش در جنگ علیه سرزمینی که ملوک الطوایفی و عدم اتحاد نواحی گوناگون آن را به شدت ضعیف نموده بود اسرای زیادی به ایران وارد شدند. تنها در لشکرکشی چهارم شاه طهماسب ۳۰٬۰۰۰ اسیر به دست آمد. در حملات دیگر وی و سردارانش نیز اسرای زیادی به ایران وارد شدند. اما در منابع به روشنی به‌شمار آن‌ها اشاره‌ای نشده است.
در دوران سلطنت شاه طهماسب با تزاید تشکیلات حکومت و تمایز آن‌ها از هم قزلباشان در رأس امور و مناصب نظامی و تاجیک‌ها در رأس مناصب اداری و کشوری قرار گرفتند. با زیاده طلبی امرای دو گروه و تحریکات بیش از اندازه آنان، شاه طهماسب تصمیم گرفت قفقازی‌ها را به عنوان پیروان بی‌طرف در دستگاه دولتی بپذیرد. راجر سیوری نیز باور دارد شاه طهماسب با خط مشی آگاهانه آغاز به استخدام قفقازی‌ها نمود.
شاه طهماسب نه تنها از گرجی‌ها در ایران استفاده می‌کرد بلکه به علت اطمینان به رشادت و توانایی آن‌ها یک بار آن‌ها را به عملیاتی برون مرزی فرستاد. وی پس از اینکه به همایون پادشاه هندوستان در به دست آوردن تخت و تاج یاری نمود، ولدبیک تکلو را با شماری از گرجی‌ها به هند فرستاد تا فتح کابل را به همایون تبریک گویند و اتفاقاً ولدبیک در جنگ بدخشان به همایون پیوست و گرجیان هم وی را در این جنگ یاری کردند.
از ۹ پسر شاه طهماسب که به دورهٔ نوجوانی رسیدند ۴ تن از مادران گرجی و ۳ تن از مادران چرکسی بودند، بدین ترتیب با پیش آمدن مسئلهٔ جانشینی شاه طهماسب، زنان گرجی و چرکسی حرم سلطنتی برای به تخت نشاندن فرزندان خود دست به کار شدند. فرزندان گرجی وی عبارت بودند از: حیدرمیرزا، مصطفی میرزا، امامقلی میرزا، علی میرزا.
در مورد محل اسکان گرجی‌هایی که در دورهٔ شاه طهماسب به ایران وارد شدند در منابع سخنی به میان نیامده است، ولی با توجه به اینکه هنگام مرگ شاه طهماسب گرجیان دربار صفوی در قزوین آنقدر فراوان و نیرومند بودند که یکی از دو جناح برای جانشینی شاه طهماسب را هدایت می‌کردند، می‌توان برداشت نمود که آن‌ها در پایتخت آن زمان یعنی قزوین و پیرامون این شهر اسکان یافته‌اند.
در سال ۹۸۲ ق، بیماری شاه طهماسب شدت یافت و اطرافیان و درباریان که گمان می‌کردند شاه به زودی خواهد مرد، بر سر موضوع جانشینی میان آن‌ها دودستگی ایجاد شد. انتصاب محمد خدابنده که به دلیل ضعف بینایی منتفی بود و دو نفری که برای جانشینی در نظر گرفته شده بودند اسماعیل میرزا از مادری ترکمن و حیدرمیرزا از مادری گرجی بودند.
امرای استاجلو که جزئی از ارکان دولت صفوی بودند، مانند مرادخان، حسین‌بیگ یوزباشی، پیری بیک، الله‌قلی سلطان ایجک اوغلی و اشراف و اعیان طایفهٔ شیخاوند و گرجیان و صدرالدین خان صفوی - که بعد از پدرش للگی حیدر میرزا شده را بر عهده داشت - به حمایت از حیدرمیرزا پرداخته و سعی در بر تخت نشاندن وی داشتند، این‌ها به حیدرمیرزائیان مشهور شدند. از سوی دیگر جناح اسماعیل میرزائیان متشکل از حسین‌قلی خلفای روملو، امیر اصلان‌بیگ افشار با تمامی طایفهٔ افشار و مهدعلیا همسر شاه طهماسب و پریخان خانم دختر وی سعی در جانشینی اسماعیل میرزا را داشتند. مهدعلیا و پریخان خانم که از زن‌های معتبر دربار بودند پیوسته حیدرمیرزائیان را به غدر و مکر نزد شاه منسوب می‌ساختند و خود را شاهسون و حیدرمیرزائیان را ایکی بیرلو نام نهادند. پریخان خانم و مهدعلیا موفق شدند حیدرمیرزا را نسبت به شاه خائن و غدار معرفی کنند.
با کوشش اطباء شاه طهماسب سلامت خود را بازیافت. شاه با اطلاع از جناح‌بندی‌ها اطرافیان را از ایجاد این‌گونه بلواها برحذر داشت، اما اقدام وی که جمعی را جهت برای صیانت اسماعیل میرزا - که در قلعه قهقهه زندانی بود - فرستاد، باعث تقویت جناح اسماعیل میرزائیان شد. اقدام دیگر شاه طهماسب این بود که برخلاف میل اسماعیل میرزائیان دستور داد زال بیک گرجی همانند قبل ملازم وی باشد و این نیز باعث تقویت حیدرمیرزائیان گردید. شاه طهماسب پس از آرام کردن این ناآرامی‌ها کوشید اطرافیان حیدرمیرزاپیان را متفرق سازد. تا دو سال دیگر که شاه طهماسب در سلامت بود از جناح‌بندی‌ها خبری نبود، اما همانند آتش زیر خاکستر پنهان بود.
در سال ۹۸۴ ق مزاج شاه طهماسب رو به وخامت نهاد. در شب چهاردهم ماه صفر تمامی فرزندان و شاهزادگان بر بالین وی بودند. او به آن‌ها دستور داد به خانه‌های خود بروند و تنها از حیدرمیرزا خواست تا بر بالین وی بماند. مؤلفان تاریخ عالم آرای عباسی و خلدبرین علت توقف حیدرمیرزا را تحریکات مادر گرجی وی ذکر کرده‌اند که می‌خواست پس از مرگ شاه طهماسب فرزندش حاضر باشد تا بتواند بر تخت پادشاهی جلوس نماید.
پس از مرگ شاه طهماسب در روز پانزدهم صفر، حیدرمیرزا تاج شاهی بر سر نهاد و وصیت‌نامه ممهور به مهر شاه طهماسب را دلیل نیابت خود اعلام نمود و در ایوان چهل ستون جلوس نمود، اما اشتباهاتی مرتکب شد که باعث شد تا حکومت و پادشاهی وی به شب نرسید. نخستین خطای وی رها ساختن پریخان خانم خواهر ناتنی خودش برای خروج از تالار قصر بود. پریخان خانم که در آن شب در چنگال حیدرمیرزا بود و پیشتر دشمن سرسخت وی به‌شمار می‌رفت با تملق و چرب‌زبانی حیدرمیرزا را قانع نمود تا وی را رها سازد تا از کاخ بیرون آمده و سلطان سلیمان و شمخال‌خان را که آن‌ها نیز از مخالفان حیدرمیرزا بودند در سلک مرافقان او درآورد، اما بعد از خروج کلید درب‌های تالار قصر را به مخالفان سپرد و آن‌ها نیز توانستند به راحتی به وارد قصر شده حیدرمیرزا را به قتل برسانند.
دومین اشتباه وی این بود که دقت نکرده بود در آن شب کشیکچیان دربار از کدام طایفه‌اند، از بخت بد وی در آن شب نگهبانان کاخ شاهی از جناح مخالف بودند که درب‌های تالار قصر را به روی او بستند و مانع خروج وی یا دخول طرفدارانش گردیدند. حیدرمیرزا که در قصر زندانی شده بود با وعده و وعید نتوانست محافظان کاخ شاهی را راضی به بازنمودن درب‌ها نماید او نخست تصمیم به خودکشی گرفت اما مادرش متوجه شد و وی را به حرمسرای شاه برد. امرا و سرداران نیز با آگاهی از مرگ شاه طهماسب فعالیتشان را آغاز کردند. طرفداران اسماعیل میرزا در خانهٔ حسین‌قلی خلفای روملو و طرفداران حیدرمیرزا در خانهٔ حسین‌بیگ یوزباشی جمع شدند تا چاره اندیشی نمایند. جمعی نیز بی‌طرف ماندند. طرفداران حیدرمیرزا که مغرور بودند نخست تصمیم گرفتند مسلح به دولتخانه ریخته و حیدرمیرزا را آزاد نمایند، اما پس از ترس اینکه مبادا آزاری توسط مخالفان به حیدرمیرزا برسد از این امر منصرف شدند و تصمیم گرفتند به خانهٔ حسین‌قلی خلفا که محل اجتماع مخالفان بود حمله برده و آن‌ها را متفرق سازند.
حسین‌قلی خلفا که مرد دانایی بود بر آن‌ها پیشدستی نمود و برای اتلاف وقت قاصدی نزد طرفداران حیدرمیرزا فرستاد، اما این کار نتیجه‌ای نداد. او تدبیری عالی اندیشید که باعث تزلزل و شکست جناح حیدرمیرزا شد. وی یکی از محرمان خود را موظف ساخت تا پنهانی از شهر خارج شود و سراسیمه بازگشته و خبر آمدن اسماعیل میرزا را از قلعه قهقهه شایع سازد. با اجرای این نقشه طرفداران حیدرمیرزا پریشان و متزلزل و متفرق شدند. در پایان روز معین شد که این عمل فریب بوده است، اما نقشهٔ حسین‌قلی خلفا نتیجه داد، چرا که بسیاری از کسانی که بی‌طرف بودند به طرفداران اسماعیل میرزا پیوستند و بسیاری از طرفداران حیدرمیرزا هم میدان را خالی نمودند. حسین‌بیگ یوزباشی با گروهی از طرفداران حیدرمیرزا برای تحویل گرفتن نوبت کشیک کاخ شاهی و در حقیقت آزاد ساختن حیدرمیرزا رهسپار شد و پس از طی مشکلاتی به آنجا رسید.
از سوی دیگر حسین‌قلی خلفا و شمخال‌خان وارد حرم شده و به جستجوی حیدرمیرزا پرداختند و او را در میان زنان درباری یافته، سرش را از تن جدا کردند و به طرفداران حیدرمیرزا که حیدر گویان درب‌های تالار را شکسته و به حرم می‌رفتند نشان دادند. علی خان بیک گرجی و زال بیک گرجی و جمعی از طرفداران حیدرمیرزا با مشاهدهٔ سر بریدهٔ حیدرمیرزا ناامید شدند و با برداشتن مصطفی میرزا که مادرش گرجی و برادر ناتنی حیدرمیرزا بود، از شهر خارج شدند. در تاریکی شب بسیاری از همراهان حسین‌بیگ یوزباشی و مصطفی میرزا جدا شدند. حسین‌بیگ یوزباشی که می‌خواست نزد حاکم لرستان برود توسط شخصی از طایفهٔ «حاجی ویس سلطان بیات» دستگیر و به قزوین فرستاده شد. مصطفی میرزا نیز دستگیر شد و به نزد اسماعیل میرزا در قزوین فرستاده شد.
در میان همین روزها زال بیک گرجی و فرخ بیک گرجی و بسیاری از طرفداران حیدرمیرزا به فرمان مهدعلیا کشته شدند. علی خان گرجی نیز به گرجستان گریخت. با پیروزی جناح اسماعیل میرزا، اکثر طرفداران حیدرمیرزا به قتل رسیدند و اموال و اولادشان به تاراج رفت.
اسماعیل میرزا در ۲۷ جمادی‌الاول ۹۸۴ ق / ۱۵۷۶ م بر تخت نشست و پس از تاجگذاری انتقام شاهانه‌ای از همگی مخالفان خود گرفت. او هرگز به برادران و عموزادگان اشفاق و مهربانی نکرد و به قول اسکندر بیک ترکمان «آنها را خار گلزار دولت خود می‌دانست».
بعدها جسد حیدرمیرزا را مادرش به مشهد منتقل نمود و در آنجا مدفون ساخت. «اوصاف حمیده خسروانه شاه بسیار است، نشو و نمای او در عنفوان جوانی به صلاح شده بود همیشه دوشنبه و پنجشنبه روزه داشت و با علما و فضلا الفت تمام پیدا کرده و هرگز نماز صبح که دأب سلاطین است به واسطه خواب از وی فوت نشد و دائم به طهارت بود».
بدین ترتیب گرجی‌ها که گروهی نیرومند و دارای نفوذ را در دربار شاه طهماسب تشکیل می‌دادند موفق نشدند حیدرمیرزای گرجی را که سیاحان اروپایی او را جانشین شاه می‌خواندند (و بیشتر قرائن موجود دلیل تام بر ولیعهدی است) بر تخت پادشاهی بنشانند. با شکست کوشش گرجی‌ها در انتصاب نامزد خود به سلطنت ایران آن‌ها مضمحل نشدند بلکه در دوران حکومت نخستین فرزند شاه طهماسب (محمد خدابنده) یک گرجی به نام کیخسرو بیک گرجی را در مقام مربی‌گری فرزند خدابنده می‌یابیم. او نیز به تلاش ناموفقی در به تخت نشاندن طهماسب میرزا (فرزند خدابنده که خود مقام مربی‌گری او را داشت) دست زد، اما حمزه میرزا (فرزند دیگر محمد خدابنده) آن‌ها را شکست داد و طرفداران طهماسب میرزا را در الموت زندانی نمود اهمیت این موضوع زمانی آشکار می‌شود که بدانیم مقام مربی‌گری را تنها در اختیار سران و بزرگان قزلباش قرار می‌دادند. گرجی‌ها در زمان محمد خدابنده دست به طغیان عظیمی زده و در قزوین رعبی در دل‌ها پدیدآوردند که یولی بیک آن را خواباند.

### در طول دورهٔ صفویه

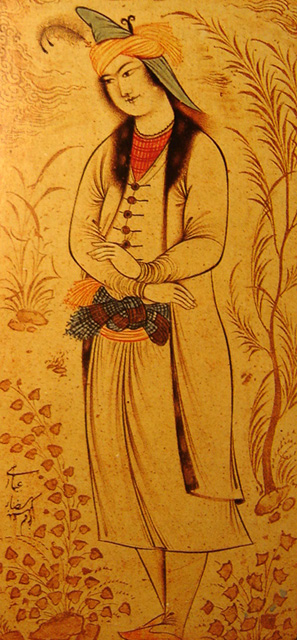
شاهزاده محمد بیک گرجی، اثر رضا عباسی

هنگامی که شاه عباس بر اریکهٔ پادشاهی تکیه زد اوضاع ایران بسیار آشفته بود. قزلباش‌ها افسارگسیخته و باعث بی نظمی در کشور می‌شدند. شاه عباس که توسط قزلباش‌ها به سلطنت رسیده بود، در نظر داشت آلت دست آنان نشود، بنابراین تصمیم به تنبیه قزلباش‌ها و کاستن از قدرت و نفوذ و موقعیت آن‌ها نمود. وی در جهت مهار نمودن دو نیروی قزلباش و تاجیک که بر سر کسب مناصب رقابتی شدید با هم داشتند تصمیم به ایجاد نیرویی موسوم به نیروی سوم نمود.
شاه عباس از همان اوان جلوس به جهت «انتظام امور سلطنت» تصمیم به استفاده از قفقازی‌ها (گرجی‌ها، چرکس‌ها و ارمنی‌ها) نمود و داروغهٔ پایتخت شیخ احمد استاجلو گرجی‌های مسلمان شده را که در زمان شاه طهماسب به ایران آمده بودند به خدمت گرفت.
اسرای قفقاز «غلام» خوانده می‌شدند، اما این لفظ به معنی برده بودن و آزاد نبودن نیست. شاردن در این خصوص می‌گوید: «... در ایران وقتی می‌گویند: غلامِ شاه، مثل این است که در فرانسه بگویند: کنت یا مارکی... ولی کلمهٔ رعیت که به عوام‌الناس گفته می‌شود عنوان پستی است». مقام این غلام‌ها چندان بود که به نشانهٔ طبقهٔ برگزیده، حق گذاشتن کلاه دوازده ترک قزلباش را داشتند، در حالی که تاجیک‌ها این حق را نداشتند.
غلامان بعد از پذیرش اسلام در بیوتات سلطنتی تربیت شده و خواندن و نوشتن می‌آموختند تا بعدها بتوانند در دربار و در کارگاه‌ها یا در قشون خدمت نمایند. شاه عباس با ایجاد هنگ‌های جدید غلامان ارتشی دائمی به وجود آورد. گرجیان هستهٔ اصلی ارتش و سپاهیان وی را تشکیل می‌دادند و شاه عباس با مساعدت آن‌ها موفق به تغییر کلی تشکیلات نظامی شد. تعداد این افراد در حدود ۳۰٬۰۰۰ تن بودند مه از این تعداد ۱۵٬۰۰۰ تن وارد امور سپاهی می‌شدند و بقیه به تناسب استعداد و قابلیت و کاری که آموخته بودند به خدمت در خانهٔ شاه یا به مشاغل کشوری دیگر گماشته می‌شدند.
گرجی‌ها که گودرو آن‌ها را «بی چون و چرا شجاع‌ترین مردم شرق می‌داند و تاورنیه و دلاواله، شجاعت، زیبایی، وفاداری، جنگآوری و رشادت آن‌ها را سخت ستوده‌اند، صادقانه به کسانی که آن‌ها را از سرزمین شان آواره ساخته و وطن شان را ویران نموده بودند، خدمات ارزشمند و فراوانی نمودند و بنا بر استعداد ذاتی که داشتند به زودی به بالاترین مناصب دست یافتند.

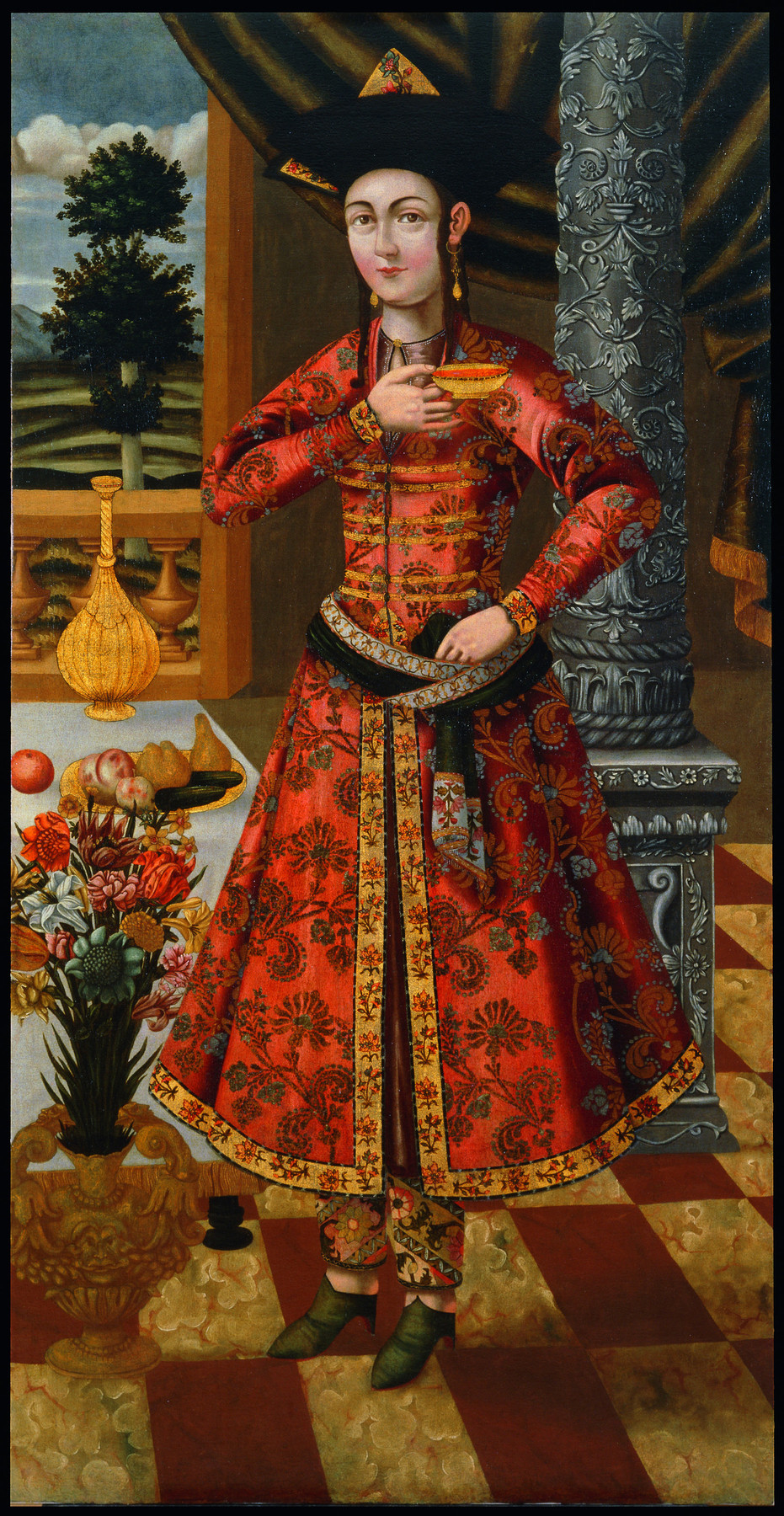
نقاشی زن گرجی در دوره صفویه اثر مارکوس

نفوذ و موقعیت و قدرت گرجی‌ها در دورهٔ صفوی چنان اعتلاء یافت که تعبیر پیترو دلاواله تنها می‌تواند آن را برای ما روشن سازد: «گمان می‌کنم باید انتظار داشت به زودی در ایران تغییراتی ظهور کند زیرا در حقیقت گرجی‌ها به علت تعداد و قابلیت خود قسمت عمدهٔ سپاه ایران را تشکیل می‌دهند و شاه نیز آنقدر جوان نیست که فکر کنیم همهٔ این افراد قبل از او بمیرند. به عبارت دیگر عدهٔ زیادی از این گرجی‌ها که شاهد خرابی‌های کشور خود به دست او بوده‌اند و گرچه ظاهراً مسلمان شده‌اند ولی باطناً به دین اصلی خود وفادار مانده‌اند بعد از او زنده خواهند بود خاطرهٔ فرزندان و برادران و زنان خویشان این افراد که یا در گرجستان هستند یا در جنگ کشته شده‌اند هنوز در آنان باقی است و به محض این که فرصتی دست دهد تعداد زیادی از ایشان حاضرند قیود فعلی را پاره کنند و به انتقام بی عدالتی‌های گذشته برپا خیزند صرف نظر از قشون تمام شهرها بلکه تمام خانه‌های ایران پر از گرجی‌ها است و بدین ترتیب اگر گرجی‌ها در داخل کشور اسلحه بردارند از پشتیبانی‌های زیادی برخوردار خواهند شد به علاوه نباید فراموش کرد که فرزندان که فرزندان تیموراز اول در این کشور به سر می‌برند و حتی بعید نیست خود طهمورث خان که هنوز جوان است و هم سن من است و می‌تواند سال‌های متمادی زندگی کند روزی با یک قیام حکومت ایران را به دست بگیرد کما اینکه مملوکین نیز در قاهره قیام کردند و سلطان را سرنگون ساختند…»
برخلاف زعم دلاواله که می‌پنداشت گرجی‌ها روزی حکومت را به دست می‌گیرند، گرجی‌ها به سرعت در فرهنگ ایرانی آمیختند و اخلاف آن‌ها تنها زبان خود را به سختی حفظ کردند.
شاه عباس علاوه بر به خدمت گرفتن گرجیانی که در دوران اجدادش وارد ایران شده بودند خود نیز طی حملاتی سنگین پس از ویرانی قسمت شرقی گرجستان امروزی (که جزو قلمرو ایران آن زمان محسوب می‌شد) اسرای زیادی را به ایران کوچاند. طی حملات شاه عباس و سردارانش به گرجستان نزدیک ۱۲۰٬۰۰۰ گرجی کشته و قریب ۲۱۰٬۰۰۰ نفر نیز به ایران کوچانده شدند. تنها در یک مورد به محل اسکان آن‌ها که فرح آباد می‌باشد در عالم آرای عباسی اشاره شده است. اما در خصوص سایر سکونتگاه‌های گرجی‌ها سیاحان اروپایی اشارات متعددی نمودند.

### اواخر دورهٔ صفویه

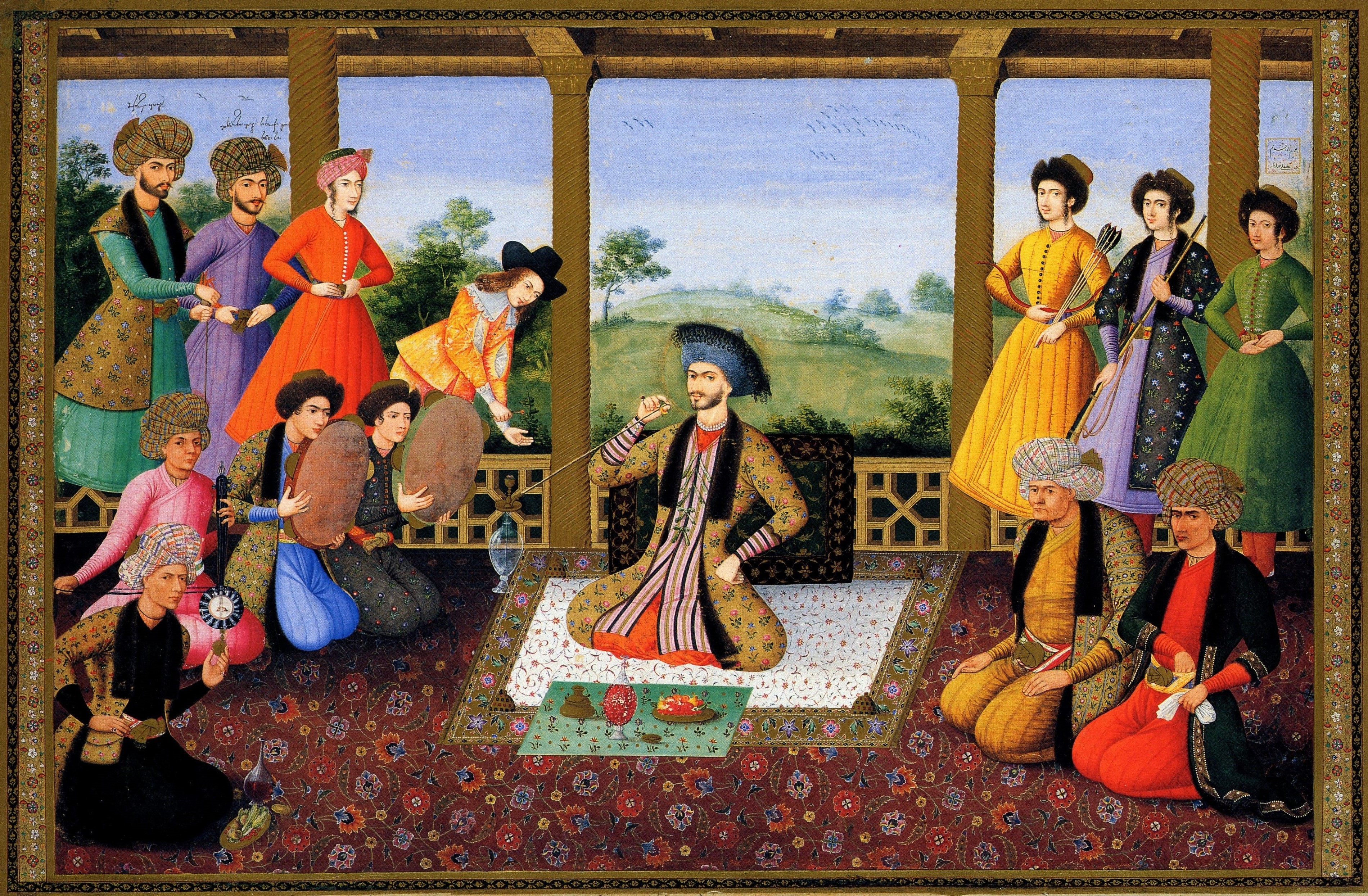
شاه سلیمان و درباریانش در اصفهان، ۱۶۷۰ میلادی. دو فرد گرجی در گوشه سمت چپ بالای تصویر و نام‌هایشان به زبان و الفبای گرجی. اثر علی قلی جبه‌دار از مؤسسهٔ شرق‌شناسی سن پترزبورگ

دولت صفویان که با اقدامات شاه عباس یکم و شاه عباس دوم به بالاترین حد اعتلای فرهنگ و تمدن خود رسیده بود، با شروع سلطنت شاه سلیمان رو به انحطاط نهاد و در پادشاهی شاه سلطان حسین برچیده شد. ناتوانی سلطان حسین و گرایش شدید او به حرمسرا و لهو و لعب و غفلت وی از کشورداری زمینه مساعد را جهت طغیان و شورش قبایل و طوایف مساعد ساخت.
در سال ۱۱۱۰ ق / ۱۶۹۸ م عده‌ای از افراد قبیلهٔ بلوچ به سرکردگی میرخسروشاه به کرمان هجوم آوردند و بعد از غارت کرمان، یزد و بندرعباس را مورد تهدید قرار دادند. شاه سلطان حسین جهت سرکوب شورشیان از گیورگی یازدهم (گرگین خان گرجی) خواست تا آن‌ها را دفع نماید. گیورگی که پادشاه مخلوع گرجستان (قسمت شرقی کشور گرجستان امروزی) بود در این هنگام در پایتخت صفویه به سر می‌برد. او بعد از اصرار فراوان این امر را پذیرفته ملقب به شاهنواز خان گردید و حکومت کرمان را یافت. برادرزادهٔ گیورگی کیخسرو نیز داروغهٔ اصفهان شد و همچنین برادر او لوان سمت دیوان بیگی اصفهان را یافت.
گیورگی بعد از انتصاب به حکومت کرمان دست به تهیهٔ مقدمات لازم برای دفع شورشیان زد و ابتدا برادرش لوان را با جمعی از قوای گرجی پیشاپیش به کرمان فرستاد. لوان و سوارانش بیست روزه به کرمان رسیدند و در جنگی علی‌رغم کمی تعداد نیروهای، شورشیان را شکست داد. گیورگی نیز به دنبال او وارد کرمان شد و بلوچ‌ها را تارومار ساخت.
گیورگی از سال دفع شورش بلوچ‌ها تا سال ۱۱۱۶ ق / ۱۷۰۴ م در کرمان ماند و این بار نبود سردارانی لایق در ایران عصر سلطان حسین و پیش آمدن شورش در قندهار، باعث انتصاب وی به حکومت قندهار شد.
سلطان حسین در سال ۱۱۱۰ ق / ۱۶۹۸ م عبدالله خان گرجی را به حکومت قندهار منصوب نمود. او که بسیار حریص بود از غلزایی‌ها که طایفه‌ای افغانی بودند اخاذی می‌کرد. استمداد افغانی‌ها از دربار صفوی جهت رفع تظلمات وی نتیجه نداد و آن‌ها به دربار مغولان هند متمسک شدند. اوضاع بدین منوال بود تا اینکه در اواخر سال ۱۱۱۶ ق / ۱۷۰۳ م عده‌ای از افغانی‌ها به سرکردگی میرسمندر به قندهار حمله کردند و آنجا را غارت نمودند. این اخبار به اصفهان رسید. وزراء و امرای شاه در حضور وی به مشورت در خصوص رفع این معضل پرداختند. شاه و امرا که خاطرهٔ تلاش‌ها و موفقیت‌های گیورگی در سرکوب شورشیان بلوچ را در ذهن داشتند تصمیم گرفتند وی را بدین کار برگزینند و برای انتخاب خود هم دلایلی داشتند. اول آن که سپاه گرجستان همراه گیورگی به قندهار می‌رود و گرجستان خالی از آشوب می‌شود، دوم آن که گیورگی سعی در ظاهر ساختن خدماتی جهت خوش آمد شاه خواهد کرد زیرا او توسط شاه خلع شده است، سوم آن که گیورگی سرداری است با عرضه و توانایی انجام این کار را دارد. گیورگی از ابتدا از قبول این مأموریت خودداری می‌کرد اما بعد از این که مقرر شد واختانگ ششم برادرزاده اش به سمت حکومت گرجستان منصوب گردد بدین کار راضی شد.
گیورگی با سپاهی قریب به ۸٬۰۰۰ تن که آن را گرجیان تشکیل می‌دادند به همراه اندکی قزلباش، عازم قندهار شد و قلعه‌های قندهار، زمین داور، بست، شال، مستنگ، فوشنج و قله‌های بلوچ وگرشک را تا سر حد فراه و اسفزار تسخیر و حدود آن را آرام نمود. او ضمن داشتن حکومت قندهار کار ولایت بیگلربیگی کرمان را توسط نایب خود اداره می‌کرد. واختانگ نیز به نیابت از وی پادشاهی گرجستان را داشت. گیورگی بعد از دفع فتنهٔ افغانی‌ها، میرویس خان هوتک کلانتر موروثی قندهار را که مردی ثروتمند، باکفایت و کاردان بود، فردی خطرناک تشخیص داد و او را تحت‌الحفظ به دربار صفوی روانه ساخت و ضمن نامه‌هایی به وزراء و امرای دربار نوشت که بهتر است جهت آرامش قندهار این آشوب طلب از خاک افغانستان دور باشد.
همین که میرویس به پایتخت صفویان وارد شد به وسیلهٔ فردی به نام محمود آقای خواجه‌سرا با ارکان دولت که شدیداً با هم نفاق و نقار داشتند، رابطه برقرار نمود و با دادن رشوه‌های گزاف به اعتماد السلطنه و دیوان بیگی اصفهان، نه تنها خود را بی گناه و گیورگی را خطاکار معرفی نمود بلکه توانست نزد شاه بار یافته و محبوبیت پیدا کند.
میرویس از سلطان حسین اجازهٔ سفر به مکّه را گرفت و در حجاز بعد از دیدار با علمای سنی از آن‌ها فتواهایی در باب مجاز بودن نقض عهد با سلطان شیعی و لزوم طغیان علیه کفاری که بر آن‌ها حاکمند گرفته و به اصفهان معاودت نمود.
میرویس که در صدد طغیان و خیانت بود، با حماقت و جهالت شاه و اطرافیان یاری شد. هنگامی که میرویس از سفر حج برمی‌گشت، سفیری از جانب تزار روسیه به نام اسرایلوری به ایران وارد شد. ورود وی درباریان را پریشان ساخت و چون خود نتوانستند در خصوص اجازهٔ ورود به او یا برگرداندنش نظری بیندیشند از میرویس نظر خواستند. او از اوضاع استفاده نمود و چنین شایع ساخت که پطر کبیر در صدد تسخیر ایران و الحاق گرجستان و ارمنستان به روسیه است و گیورگی و برادرزاده اش که در دربار روسیه می‌باشد با آن‌ها همدست شده‌اند. نقشهٔ ماهرانهٔ میرویس در بدنام ساختن گیورگی و ایجاد سوءظن درباریان نسبت به وی عملی شد و شاه بعد از تمجید و تکریم میرویس او را به سمت قبلی خود منصوب نمود. به گیورگی نیز نوشتند که میرویس مورد محبت شاه است و در حق او مهربانی کن. گیورگی از مراجعت محترمانهٔ میرویس خشمگین شد و تصمیم به انتقام از وی گرفت. از سوی دیگر میرویس بعد از ورود به قندهار شروع به جلب و جذب افغانی‌ها و تحریک آن‌ها جهت شورش علیه حاکم منصوب صفوی نمود. او به ایل کاکری پیام فرستاد تا سر به شورش بردارند. گیورگی قسمت اعظم سربازان گرجی را تحت فرمان برادرزاده اش الکساندر به قصد سرکوبی آن‌ها فرستاد. میرویس نیز فرصت را مغتنم شمرد و گیورگی و سپاهش را در قریهٔ ده شیخ غافلگیر نمود و همگی را به قتل رساند و اسباب و اثاثیهٔ آنان را غارت کرد. هنگامی که الکساندر از مصاف کاکری‌ها برمی‌گشت از وقایع مطلع شد و جنگی سخت میان آن‌ها و غلزائیان روی داد. با این که گرجی‌ها بسیار کم‌تعداد بودند از خود رشادت و دلاوری نشان دادند و توانستند خود را بعد از جنگ به خراسان رسانده و اخبار را به دربار برسانند.
سلطان حسین بعد از وقایع قندهار محمد جامی و محمد خان حاکم هرات را به جهت نصیحت میرویس فرستاد. میرویس بعد از این توفیق، در تحکیم مبانی قدرت خود می‌کوشید و طوایف مختلف افغان را به استخلاص از قید حکومت ایران ترغیب می‌کرد.
میرویس فرستادگان سلطان حسین را زندانی نمود و دربار صفوی تصمیم گرفت تا کیخسرو برادر زادهٔ گیورگی را که داروغهٔ اصفهان بود با ۱۲٬۰۰۰ قزلباش و گرجی‌هایی که به ظاهر اسلام آورده بودند، روانهٔ دفع میرویس نماید. اما اختلاف میان کیخسرو و سپاهیان قزلباش تحت امر وی و اقدام مقامات خزانه داری و همچنین دیگر دیوانیان دربار صفوی که با عدم پرداخت هزینهٔ لشکرکشی موقعیت وی را تضعیف کردند، باعث شد تا او نیز به موفقیت دست نیابد.
کیخسرو سوی قندهار پیش رفت و با شکست دادن قوای افغانی‌ها آن‌ها را در محاصره قرار داد. افغان‌ها حاضر به تسلیم شدند مشروط بر این که عفو عمومی دربارهٔ آنان صادر گردد. اما کیخسرو که می‌خواست انتقام عمویش و سپاه گرجیان را بگیرد، اصرار در تسلیم بلاشرط افغانی‌ها داشت. افغانی‌ها در ناامیدی تنها راه چاره را در مقاومت و مبارزه تا پای مرگ دیده وارد جنگ شدند و توانستند سپاه کیخسرو را شکست دهند و کیخسرو نیز مانند عمویش به قتل رسید. عدهٔ کثیری از سپاهیان وی نیز کشته شدند.
میرویس بعد از این پیروزی خود را مستقل از دربار صفوی می‌دانست و دربار هم جهت دفع وی تعلل نشان داد. میرویس در سال ۱۱۲۷ ق / ۱۷۱۵ م درگذشت و برادر وی عبدالعزیز جانشین او شد. عبدالعزیز سیاست مسالمت‌آمیز در قبال دربار صفوی در پیش گرفت و به خاطر همین موضوع توسط پسر ارشد میرویس به قتل رسید.
در سال ۱۱۳۳ ق / ۱۷۲۱ م محمود افغان برای دومین بار به ایران لشکر کشید. او کرمان را تسخیر نمود و بعد از این که نتوانست بر یزد دست یابد عازم تسخیر پایتخت صفویان شد. شاه و سرداران وی تصمیم به اتخاذ شیوهٔ دفاعی گرفتند و سپاهی که ارزش جنگی نداشت گرد آوردند. تنها در میان آن‌ها یک دسته سرباز گرجی، مستعد، کارآمد و ملبس به البسهٔ متحدالشکل، فاخر و مجهز و تحت فرمان رستم شاهزادهٔ گرجی بودند. رستم خان قوللر آقاسی برادر ناتنی واختانگ ششم و ملقب به حسینقلی خان بود.
سپاه صفوی در روز ۷ مارس ۱۷۲۱ م، از ده گلون‌آباد گذشتند و در مقابل افغانی‌ها موضع گرفتند. شاه خرافاتی تا رسیدن هنگام سعد به لشکریان خود آبگوشتی سحرآمیز برای پیروزی بر افغانی‌ها خورانید. روز بعد دو سپاه در مقابل هم قرار گرفتند. والی عربستان و سپاهش در جناح راست، رستم خان در قلب همراه با ۴۰۰ گرجی شجاع و تعلیم دیدهٔ دستچین و در جناح چپ محمدقلی خان اعتماد السلطنه با ۱٬۵۰۰ نفر قرار گرفتند. در این روز تا هنگام عصر طرفین اقدامی نکردند. در پایان روز رستم خان از سکون طولانی ملول شد و با نفرات خود جناح چپ افغانی‌ها را در هم شکست و آن‌ها را عقب راند، اما اشتباه والی عربستان و اعتمادالسلطنه که نتوانستند به موقع به رستم خان یاری رسانند باعث شد تا محمود افغان که فکر می‌کرد شکست یافته و در صدد فرار بود، موقعیت بهتری یابد. رستم خان و همراهانش در محاصرهٔ افغانی‌ها قرار گرفتند اما با از جان گذشتگی مبارزه کردند و هنگامی که رستم خان خواست با اسب خود از نهر برزون عبور نماید، اسب اوی درغلطید و افغانی‌ها وی را کشتند، بدین ترتیب رستم خان یازده سال بعد از برادرزاده اش و همانند او به قتل رسید.
سپاه ایران شکست یافت و عقب‌نشینی نمود. محمد حسین پس از ذکر محامد و توصیف رشادت و دلاوری رستم خان و سربازان گرجی وی، موضوع را چنین بیان می‌کند: «اگر امرای دیگر نامردی نمی‌کردند و با رستم خان قللر آقاسی اتفاق می‌کردند افغان از میان برداشته می‌شد».
خبر مصیبت بار جنگ و شکست گلون‌آباد به دربار رسید و عامهٔ مردم را به اضطراب انداخت. شاه مصمم به ماندن در اصفهان و جلب کمک از اطراف شد. او پیک‌هایی نزد واختانگ ششم پادشاه گرجستان فرستاد. واختانگ که قسم خورده بود به خاطر شاه ایران شمشیر نکشد به او کمکی نکرد.
افغانی‌ها اصفهان را محاصره کردند، این محاصره شش ماه طول کشید، در این مدت قحط و غلای شدیدی در شهر حکم فرما شد و شاه به ناچار از شهر خارج شد. در فرح آباد با محمود افغان ملاقات نمود و تاج شاهی را با دست خود بر سر محمود گذاشت و امپراتوری صفوی را به دست خود ساقط نمود.

رستم خان

گرجی‌ها که از همان ابتدای تشکیل دولت صفوی مورد ظلم و ستم بودند هیچ‌گاه در صدد انتقام برنیامدند. آن‌ها در دوران اوج دولت صفوی خدمات ارزشمند فراوانی انجام دادند و در حضیض دولت صفوی نیز از جان گذشتند تا آن را از سقوط رهایی دهند.
رشادت و خدمات گرجی‌ها در دفع شر افغانی‌ها و مقابله با آن‌ها را از سخن لارنس لاکهارت می‌خوانیم: «از آن پس که کیخسرو خان گرجی در سال ۱۷۱۱ دست به کار یکسره ساختن قندهار شده بود، افغانی‌ها از گرجیان واهمه‌ای به دل گرفته بودند و همواره زبانزد آنان این بود که ایرانیان در مقام قیاس با افغانی‌ها همچون زن به‌شمار می‌آیند و افغانی‌ها هم به نوبهٔ خود در برابر گرجی‌ها زن محسوب می‌گردند».
افغانی‌ها که از گرجی‌ها صدمات فراوانی دیده بودند، بعد از تسخیر اصفهان هنگامی که عازم تسخیر نواحی اطراف آن همانند گلپایگان و خوانسار بودند، در صدد انتقام از گرجی‌های ساکن فریدن برآمدند. گرچه در کتب تاریخی سخنی از جنگ افغانی‌ها و گرجیان نیامده لکن بنابر روایات شفاهی افغانی‌ها نتوانستند گرجیان را شکست دهند و همچنین استحکامات دفاعی موجود در تپه‌ای به نام «آوغانیس گُرا» در فریدون‌شهر امروزی گواه این مدعاست.

### نقش زنان گرجی در دورهٔ صفویه

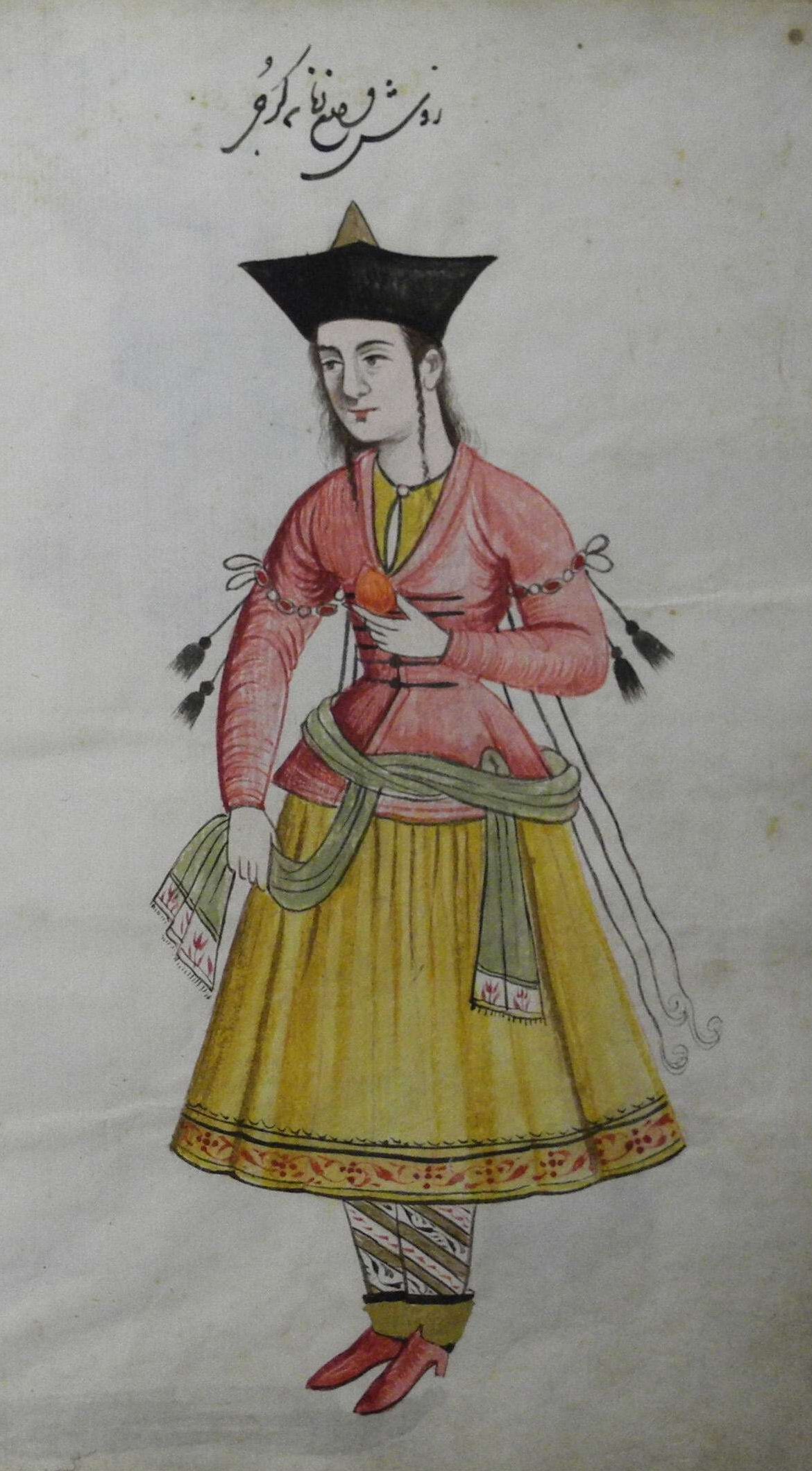
زن گرجی در دوره صفویه

در کنار مردان گرجی که به بالاترین مقامات و مناصب کشوری و لشکری دورهٔ صفویه رسیدند، نباید از نقش زنان گرجی در این دوره غافل شد. تاورنیه دربارهٔ زنان گرجی چنین می‌گوید: «شاه حق دارد که زنان گرجی را ازدیگران عزیزتر شمارد زیرا مانند زنان کشور ما مهربان و رئوف و ملایم هستند و همگی از خانواده‌های اصیل و نجیبند و بی شک زیباترین موجودات آسیا هستند زنان سیه چردهٔ ایرانی هرگز به پای ایشان نمی‌رسند». زنان گرجی به دلیل نجابت و وجاهت مورد توجه قرار می‌گرفتند، چنان‌که بسیاری از بزرگان ایران و بیزانس زنان گرجی اختیار می‌کردند. مادر مارتا که از او بنیان‌گذار دولت صفوی متولد شد گرجی بود. شاه طهماسب، شاه عباس، شاه صفی، شاه عباس دوم، شاه سلیمان دوم، خواجه نظام الملک طوسی و بسیاری از بزرگان ایران زمین زنان گرجی اختیار نمودند.
زنان گرجی می‌توانستند بر پادشاهان تأثیر بگذارند. چنان‌که شاه عباس به خاطر زنان گرجی خود زبان گرجی را فراگرفته بود. آن‌ها با شخصیت و نفوذ خود می‌توانستند در امور سیاسی خصوصاً از طریق حرم دخالت کنند چنان‌که در جانشینی شاه طهماسب زنان گرجی نیز در کنار مردان گرجی در تلاش ناموفق برای به سلطنت رساندن حیدرمیرزای گرجی نقش ایفا نمودند. خون گرجی در عروق خانوادهٔ سلطنتی و طبقات حاکمهٔ ایران جریان داشت و خانواده‌های معروف اصفهان نیز غالباً زنان گرجی را به همسری برمی‌گزیدند.

### دوره‌های افشاریان، زندیان و قاجاریان
نادر شاه افشار در سال ۱۱۴۸ ق / ۱۷۳۵ م بعد از مصالحه با عثمانی عازم گرجستان شد. وی که قبل صفی خان بغایری از سرداران خود را به تفلیس فرستاده بود خود نیز وارد شهر تفلیس شد. هنگام ورود او به شهر گرجی‌ها از او استقبال شایانی به عمل آوردند. خیابان‌های شهر با قالی مفروش شده و شهر تزئین یافته بود. نادر با مردم خوش رفتاری کامل نمود، اما ۶٬۰۰۰ خانواده را که در مقابل او مقاومت کرده بودند به زادگاه خود خراسان کوچانید. محل دقیق اسکان دادن این تعداد که تقریباً ۳۰٬۰۰۰ تن بودند معین نیست (با توجه به مراجعه به چند کتاب جغرافیایی) و این که آیا نسل‌های بعدی آنان هویت خود را حفظ کرده‌اند یا از دست داده‌اند.
در سپاه نادر شاه که به اقتضای طبیعت امپراتوری از اقوام و طوایف مختلف بودند گرجی‌ها نیز خدمت می‌کردند و حتی بعد از قتل نادر کسی که مأمور ضبط و تسخیر کلات نادری که خزاین انبوه نادرشاه در آن جا بود سهراب خان گرجی بود.
آغامحمدخان قاجار در سال ۱۲۱۰ ق ۱۷۹۵ م با ۳۵٬۰۰۰ مرد جنگی وارد گرجستان شد سکنهٔ شهر قصد مقاومت نداشتند و به استقبال خان آمدند، اما وی بی‌رحمانه فرمان قتل و تاراج را صادر کرد و بسیاری از بزرگان و کشیشان شهر را قتل‌عام نمود. و به دستور او ۲۲٬۰۰۰ غیرنظامی را به ایران کوچاندند.

#### زندیان
کریم خان زند بعد از بر تخت نشاندن شاه اسماعیل سوم و بر عهده گرفتن وکالت وی عازم نبرد با علیمردان خان بختیاری شد. او ابتدا محمد خان زند را با ۳۰٬۰۰۰ مرد جنگی روانهٔ نبرد با علیمردان خان نمود و خود همراه با ۷۰۰ گرجی در اصفهان ماند. محمد خان از سپاهیان بختیاری شکست یافت و اردوی زند توسط بختیاری‌ها غارت شد، اما علیمردان خان بعد از پیروزی وقت را به تغافل گذرانید. کریم خان نیز با استفاده از گرجی‌ها بر علیمردان خان یورش برده وی را شکست داد. بدین ترتیب در دورهٔ زندیه نیز گرجی‌ها باعث اعتلای فرهنگ و تمدن ایران شدند، چرا که کریم خان با کم این ۷۰۰ گرجی توانست بر مخالف و رقیب اصلی خود پیروز شود و بعدها به تلاش خود برای آبادانی ایران پرداخت.

#### قاجاریان
در زمان سلطنت آغا محمدخان قاجار و متعاقب به اسارت گرفته شدن پاره ای از اهالی گرجستان، عده ای از زنان گرجی وارد حرم شاهزادگان شدند و بعدها از مقام و مرتبت عالی در اداره امور دربار برخوردار گردیدند. همچنین، پاره ای از فرماندهان گرجی و شاهزادگان آن دیار به خدمت شاهان قاجار درآمدند. این روند با انقلاب مشروطیت هم ادامه یافت و گرجیان به ایفای نقش‌های سیاسی در عرصه سیاست ایران پرداختند. در تاریخ تحولات سیاسی سرزمین ایران، انقلاب مشروطیت نقطهٔ عطفی است که به وسیلهٔ آن از قید استبداد مطلق شاهان رسته و همانند ممالک مترقی صاحب مجلس و قانون اساسی شد. نهضت مشروطه خواهی در میان بعضی از افراد روشن فکر از طبقات مختلف ایران هنگامی آغاز شد که در سراسر قارهٔ پهناور آسیا جز در ژاپن همه جا رژیم استبداد مطلق فردی برقرار بود. عوامل بسیاری در بیداری ایرانیان و تمایل آن‌ها جهت کسب مشروطیت و ایجاد مجلس دخیل بودند که اکثراً از نوار ساطعهٔ انقلاب فرانسه مایه می‌گرفتند.
مظفرالدین شاه قاجار در سال ۱۳۲۴ ق / ۱۹۰۵ م فرمان مشروطیت را صادر کرد و چند روز بعد از امضای قانون اساسی در گذشت. فرزند محمدعلی شاه که ابتدا با مشروطه خواهان موافق بود، از همان شروع سلطنت درصدد ویران کردن اساس مشروطه و توطئه علیه رژیم دموکراسی برآمد. محمدعلی شاه با کمک درباریان و ایادی خود در میان طبقهٔ روحانیون در برانداختن رژیم مشروطه می‌کوشید و دولت روس نیز از او حمایت می‌کرد. کشمکش میان مشروطه خواهان و مستبدین روز به روز شدت می‌یافت تا اینکه پرتاب نارنجک به سمت شاه هنگام عزیمت او به دوشان تپه بهانهٔ لازم را به دست شاه جهت سرکوب مشروطه خواهان داد. شاه در ۴ جمادی‌الاول ۱۳۲۷ ق / ۱۹۰۸ م عازم باغشاه شد و طی چندین روز مقدمات سرکوب مشروطه را فراهم ساخت او توسط لیاخوف روسی مجلس را به توپ بست و بسیاری از نمایندگان مجلس را به شهادت رساند. بدین ترتیب دورهٔ استبداد صغیر شروع شد، اما مردم به مبارزه جهت اعادهٔ مشروطیت دست زدند. مردم تبریز که اولین مردمی بودند که در ایران طعم و لذت استفاده از آثار تمدن جدید را چشیدند بیشتر از همهٔ مردم ایران در اعادهٔ مشروطیت نقش ایفا نمودند.
سران انجمن‌های سری تبریز از کمیته سوسیال دموکرات قفقاز درخواست کمک تعلیماتی و تجهیزاتی داشتند. کمیتهٔ سوسیال دمکرات روسی که شعباتی در قفقاز داشت اعلامیه‌ای صادر کرد، مبنی بر اینکه افراد جنگ آزموده و کسانی که از ابزارسازی و بمب‌سازی آشنایی دارند برای کمک به تبریزی‌ها فرستاده شوند و در نتیجهٔ این نوشتهٔ کمیته صد تن از گرجیان کارآزموده را روانه کرد و این‌ها وارد خاک ایران شدند و خود را تبریز رساندند. «آمدن اینان از چند راه مایهٔ دگرمی مجاهدان گردید. از یک سو دانستند که در همه جا به این کوشش‌های جوانمردانهٔ آنان ارج گزارده می‌شود و آگاه گردیدند که در روسیان و گرجیان و دیگر توده‌ها همدردانی می‌دارند و این کشاکش میانهٔ آزادی و بردگی در بسیار جاها پیش می‌رود. از یک سواین صد تن گرجی هر یکی مرد جنگندهٔ دلیری می‌بود که در جنگ‌ها کاردانی بسیار نشان می‌داد، گذشته از همه، گرجیان لابراتوار بمب‌سازی همراه می‌داشتند».
گرجی‌ها که خود در سرزمینشان مشغول مبارزه با تزارها جهت براندازی آن‌ها بودند به ندای آزادی‌خواهی ایران پاسخ دادند و بنابر نقل احمد کسروی «ما این داستان‌ها را نیک ندانسته‌ایم و اینک به کوتاهی یاد کردیم ولی در این رشته جنگ‌ها فدائیان ارمنی و گرجی و برخی مجاهدین جانفشانی‌های بسیار کرده‌اند».
برخی شخصیت‌های معروف گرجی که در انقلاب مشروطیت به همراهی مشروطه خواهان گیلان مشغول مبارزه جهت براندازی استبداد صغیر بودند عبارت اند از:
1. اورژنیکیدزه: رهبر کمیتهٔ سوسیال دمکرات قفقاز در تفلیس
2. جاباریتیدزه: متخصص تهیهٔ بمب و نارنجک
3. سرکیس گرجی: از مبارزان سرسخت گرجی
4. برادیاک گرجی: که تجربیات فراوانی در انقلاب‌های روسیه اندوخته بود و از معلومات و تجربیات او در مبارزات مشروطیت استفاده‌های فراوان شد.[۱۰۸]
5. والیکف گرجستانی به همراه ۸۰ گرجی دیگر.[۱۰۹]

مقاومت دلیرانهٔ مردم تبریز که در آن گرجیان به همراه سایر قفقازی‌ها فداکاری‌ها بسیار نمودند، باعث اشاعهٔ تفکر مقاومت و مبارزه در سایر شهرهای ایران شد و نهایتاً منجر به فتح تهران و اعادهٔ مشروطیت و فرار محمدعلی شاه مستبد شد.
نوش آفرین آیرملو از خانواده‌های گرجی بود که به هنگام تسلیم ۱۷شهر قفقاز به روسیه به ایران مهاجرت کردند.نوش آفرین آیرملو با عباسعلی داداش بیگ از اهالی سوادکوه، مازندران ازدواج کرد و حاصل این ازدواج رضاشاه پهلوی بنیان‌گذار دودمان پهلوی است.

## سکونت

### اسکان یافتن گرجی‌ها در ایران
گرجی‌هایی که در دوران حکومت صفویه وارد ایران شدند، در نقاط مختلفی از این سرزمین سکنی گزیدند، چنان‌که شاردن می‌گوید: «در این روزگاران گرجی‌ها در سراسر ایران پراکنده‌اند… این پراکندگی را سبب این است که شاه عباس و جانشینانش مایل بودند جملگی را به کار بگمارند و به هر جا بفرستند و از زمانی که گرجستان شرقی (کاختی و کارتلی) به تصرف ایران درآمده، عدهٔ زیادی از مردم گرجستان را به ایران کوچانده‌اند. اکنون همهٔ آن‌ها در کاری که بدان پرداخته‌اند پیشرفت کرده‌اند و زندگی پر آسایشی دارند و بسی کارهای مهم که به دست گرجی تباران اداره می‌شود».
گرجی‌هایی که در دوران شاه طهماسب یکم به ایران داخل شدند به احتمال زیاد در پایتخت آن زمان صفویه یعنی قزوین و نواحی نزدیک آن ساکن شدند، چرا که آن‌ها به زودی توانستند در دربار شاه طهماسب گروهی با نفوذ و صاحب موقعیت و قدرت را تشکیل دهند و شاه عباس در ابتدای سلطنت خود به آسانی به آن‌ها دسترسی داشت تا نیروی سوم خود را از آن‌ها تشکیل دهد.
تنها موردی که در عالم آرای عباسی به محل اسکان گرجی‌ها اشاره شده است، مربوط به اسکان ۳٬۰۰۰ خانواده از گرجی‌هایی می‌باشد که در حملهٔ سال ۱۰۲۵ ق / ۱۶۱۶ م توسط عیسی خان قورچی باشی به فرح‌آباد مازندران کوچانده و در آنجا طرح اقامت انداختند. لیکن از سفرنامه‌های سیاحان اروپایی می‌توان به راحتی نقاط دیگری را که جمعیت عظیمی از گرجی‌ها در آنجا اسکان بوده‌اند شناسایی نمود. این مناطق عبارت اند از: شمال فارس، خوزستان، اصفهان، خراسان ، سمنان ، استرآباد و مازندران.

### قزوین
در مورد محل اسکان گرجی‌هایی که در دورهٔ شاه طهماسب به ایران وارد شدند در منابع سخنی به میان نیامده است، ولی با توجه به اینکه هنگام مرگ شاه طهماسب گرجیان دربار صفوی در قزوین آنقدر زیاد و نیرومند بودند که یکی از دو جناح برای جانشینی شاه طهماسب را هدایت می‌کردند، می‌توان استنباط نمود که آن‌ها در پایتخت آن زمان یعنی قزوین و پیرامون این شهر اسکان یافته‌اند.

### گلستان(استرآباد) و مازندران
«گروهی از طایفهٔ انیل و جمعی از گرجی‌ها که در زگم و آن حدود می‌بودند تا دو سه هزار خانوار اراده رفتن دارالامان مازندران و دارالمومنین استرآباد کردند و حسب الفرمان قضا جریان دست تعرض از ایشان کوتاه گشته روانهٔ آن‌سو بشدند و به سلامت به فرح آباد رسیده طرح اقامت انداختند».
شاه عباس پس از تعلیق جنگ میان ایران و عثمانی در سال ۱۰۲۰ ق، در مازندران موقعیت جغرافیایی روستای طاهان در کنار رود تجن را پسندید و دستور داد برایش کاخ زیبایی در آنجا ساخته شود و بعداً آن را فرح آباد نامید.
شاه عباس به آبادانی فرح‌آباد همت گماشت و برای این کار گرجی‌ها و ارمنی‌ها را بدان شهر آورد و برای اینکه مهاجران زندگی آسوده‌ای داشته باشند هر کدام را به کاری که در آن مهارت داشتند گمارد. گرجی‌ها که در سرزمین خود در پرورش کرم ابریشم مهارت داشتند در فرح آباد بدین کار مشغول شدند.
گرچه بسیاری از مهاجرین به سبب ناسازگاری آب و هوا تلف شدند اما پیترو دلاواله در زمان خود تعداد آن‌ها را چنین می‌نویسد: ۴۰٬۰۰۰ تن ارمنی، ۱۲٬۰۰۰ تن گرجی، ۷٬۰۰۰ تن یهودی و ۲۰٬۰۰۰ تن مسلمان.
به نظر می‌رسد این عده مهاجرین شاه آنان را مجبور به مسلمان شدن ننمود و به اختیار خود در دین خود باقی ماندند یا مسلمان شدند.
رابینو در فرح آباد از گرجی‌محله، تکیه گرجی و از کوه گرجی در تنکابن یاد می‌کند. اخلاف گرجیانی که طی دورهٔ صفویه بدین محل وارد شدند، از هویت، ملیت، دین و زبان خود تنها توانسته از تعداد انگشت شماری کلمهٔ گرجی و پسوند گرجی بعد از اسم فامیل خود را حفظ نمایند، در واقع همگی گرجی‌های نوار ساحلی شمال با فرهنگ و زبان و مردم بومیان منطقه ادغام شده‌اند.

#### آثار معماری
بیشترین آثاری که از گرجی‌ها در این دو استان باقی مانده است معماری‌های ارزشمندی است که به عنوان آثار تاریخی ثبت شده‌اند. اغلب آثار ایشان به سفارش شاهان صفوی و قاجاریه ساخته شده است. آثاری نظیر کاخ صفی‌آباد در بهشهر، مجموعه تاریخی فرح‌آباد و عمارت صیامی. عمارت صیامی در گرجی‌محله بهشهر جزو معدود آثاری است که حاج اسماعیل گرجی آن را برای بهره‌برداری شخصی و به عنوان میراث برای فرزندانش ساخت.

### میامی
لرد کرزن، که در سال ۱۳۰۷ به عباس‌آباد (میامی) رفته بود در صفحه ۲۸۰ کتاب "ایران و موضوع ایران" تألیف خود، دربارهٔ این روستا نوشته است: "ساکنان آن ۱۰۰ خانواده از نوادگان گرجی‌هایی هستند که حدود سه قرن پیش توسط شاه عباس یکم به این نقطه کوچانده شدند" "آنها پس از سه نسل از تکلم به زبان گرجی منع شده و مسلمان شده‌اند اما مسافران ردپایی از زبان مادری آنها را در گویش ایشان ردیابی می‌کنند."

### اصفهان
شاه عباس جهت پیشبرد اهداف خود گرجی‌های زیادی را به خدمت گرفت. این عدهٔ کثیر در تشکیلات نظامی و اداری دولت صفوی، خصوصاً در دورهٔ شاه عباس مصدر خدمات ارزشمند و فراوانی شدند. هنگامی که شاه عباس پایتخت صفویات را از قزوین به اصفهان انتقال داد، این عدهٔ کثیر به همراه خانواده‌هایشان وارد اصفهان شدند و در آن شهر سکنی گزیدند.
از سیاحان اروپایی، دن گارسیا، آدام اولئاریوس، کمپفر، پیترو دلاواله، و شاردن به زندگی و سکونت گرجی‌ها در اصفهان اشاره کرده‌اند.
کمپفر تعداد گرجی‌هایی که در اصفهان سکنی گزیده و مسلمان شده بودند را ۲۰٬۰۰۰ تخمین زده است. دن گارسیا علت خلق و خوی خوب اصفهانی‌های آن زمان را حشر و نشر با گرجی‌ها و ارمنی‌ها بیان کرده است. پیترو دلاواله سخن از دیدار با چند خواهر گرجی در اصفهان رانده است که پس از حملهٔ شاه عباس به ایران آمده بودند. شاه عباس کوشش می‌کرد آن‌ها را مسلمان نماید ولی با امتناع آنها، موقعیتشان که از سوی دربار تأمین مالی می‌شدند به خطر افتاد و مورد بی‌مهری واقع شده و در عسرت و تنگدستی روزگار می‌گذرانیدند.

#### فریدن
از مهم‌ترین مناطق گرجی نشین ایران می‌توان فریدن را نام برد که اهالی آن به واسطه تکلم به زبان گرجی و حفظ هویت و فرهنگ پیشیتیان خود هنوز هم قابل شناسایی هستند.

موقعیت جغرافیایی منطقه فریدن روی نقشه ایران (رنگ سبز)؛ محل سکونت گرجی‌ها در فریدن (رنگ قرمز)

پس از بنیاد نهادن شهر بازرگانی و پر رونق نجف آباد در ۲۵ کیلومتری غرب اصفهان به پیشنهاد شیخ بهایی برای تهیهٔ آذوقهٔ شهر اصفهان، گرجی‌هایی که در اصفهان ساکن بودند بدان شهر روانه شدند اما پس از چند سال زندگی به دلیل ناسازگاری با دیگر ساکنان و درگیری که میان آن‌ها روی داد به سوی نواحی غربی تر روانه شدند. آن‌ها در مسیر حرکت خود به ناحیهٔ کوهستانی فریدن رسیدند و چون آب و هوا و اقلیم آن را با آب و هوا و شرایط طبیعی سرزمین آباء و اجدادی خود تا حدی همسان یافتند در آنجا طرح اقامت انداختند و بنای زندگی جدید خود را گذاشتند.
گرجی‌های فریدن پس از بنای شهری جدید (افوس) و سکونت در آن، به دو شعبهٔ شمالی و جنوبی نیز تقسیم شدند. شعبهٔ شمالی به سوی دشت و شعبهٔ جنوبی به سوی کوهستان رفتند. دستهٔ اول (میاندشت) محل سکونت خود را تُرِلی (თორელი) و دستهٔ دوم (فریدون‌شهر) به یاد محل چیرگی بر سپاه ایران در گرجستان، مارْتْقُپی (მარტყოფი) نامیدند. بعدها این نام از حالت عمومیت خارج شد و لفظ سُپِلی به معنای آبادی جایگزین آن شد که هم‌اکنون تمام گرجیان ایران این شهر را بدین نام می‌خوانند.

##### شهرها و روستاهای گرجی فریدن

اولین گروه سرباز بگیران، سران گرجی‌ها و لادو آغنیاشویلی، اولین شخصی که از گرجستان به دیدار گرجی‌های فریدن رسیده است. (در ایوان، ردیف دوم، دومی از سمت چپ)

گرجی‌های فریدن در این شهرها و روستاها بومی هستند.
- شهرستان فریدون‌شهر

1. فریدون‌شهر
2. چغیورت
3. سیبک
4. نهضت‌آباد
5. صادقیه

- شهرستان بوئین و میاندشت

1. بوئین و میاندشت
2. افوس
3. آغچه
4. داشکسن[۱۳۰]

##### گرجی‌های سرشناس فریدن
- محمدعلی اسفنانی (سیاستمدار)
- امامقلی باتوانی (مترجم قرآن به زبان گرجی)
- محمد باتوانی (کاراته‌کا)
- محمدعلی باتوانی (کاراته‌کا)
- محمدرضا باتوانی (کاراته‌کا)
- علی خودسیانی (سینماگر)
- محمود کریمی سیبکی (بازیکن فوتبال)
- سعید مولیانی (محقق و نویسنده)

### چهارمحال و بختیاری
گرجی‌ها در از زمان حکومت صفویان و در پی سیاست‌های خاص این دولت به منطقه چهارمحال کوچانیده شده و مرکز تجمع آنها شهرکیان (محله گرجیان) بوده است ولی به تدریج در اواخر قاجار و اوایل پهلوی به مناطقی از استان اصفهان مثل فریدن و فریدونشهر مهاجرت کردند.

### فارس
فارس به دلیل اینکه فرمانروایان آن از خاندان فئودالی اوندیلادزه گرجی بودند می‌توانست به راحتی مورد توجه مهاجران قرار گیرد. الله وردی خان گرجی و امام قلی خان گرجی که خدمات عمرانی و نظامی فراوانی به دولت شاه عباس نمودند، در نواحی جنوب ایران مانند حکامی مستقل عمل می‌کردند چنان‌که شاه عباس در طول بیش از چهل سال پادشاهی خود حتی یک بار رفتن بدان نواحی را لازم ندید. سیاحان اروپایی مخصوصاً دن گارسیا سفیر پرتغال از امام قلی خان به عنوان پادشاهی مستقل، با کفایت و با لیاقت یاد کرده‌اند. هنگامی تمجیدهای دن گارسیا ارزشمند و صحیح و قابل قبول تر می‌نماید که بدانیم امامقلی خان در همان اوقات که این سفیر به ایران آمده بود هرمز را از کشور متبوعش پرتغال گرفته و هموطنانش را از خلیج فارس اخراج کرده بود.
شاردن در سفر خود از اصفهان به شیراز، در آسپاس (در نزدیکی اقلید) از گرجی‌هایی یاد می‌کند که بعضی از آن‌ها تغییر دین داده و به اسلام گرویده بودند و بعضی به خاطر علاقهٔ فراوان به شراب به کیش خود مانده بودند.
او دربارهٔ آسپاس این‌گونه نقل می‌کند:
«روز هفتم ژانویه قبل از طلوع فجر از ایزدخواست حرکت کردیم و پس از ده ساعت راه شب را در قریه ده گردو منزل کردیم و روز هشتم هفت فرسخ راه می‌رفتیم که پس از طی چهار فرسخ از روی یک پل کوچک سنگی موسوم به پل سیاه‌کوه گذشتیم که در سه فرسخی رودخانه قصبه کوشک زر است. چهار فرسخ در جنوب کوه مرتفعی راه پیمودیم ودر دامنه آن کوه قصبه آسپاس روی تپه بنا شده است. این قصبه سیصد رودخانه دارد و جمعیت آن سنبه زیاد است و اطراف آن مرغزار و انهار متعدد و اشجار بسیار زیادی یافت می‌شود. غالب سکنه آسپاس در قدیم عیسوی مذهب واز اهالی قفقاز و گرجستان وسایر ایلات شمالی بوده‌اند که شاه تهماسب و شاه اسماعیل و شاه عباس کبیر آن‌ها را به داخل خاک فارس کوچانیده‌اند زیرا اهالی قفقاز و گرجستان بسیار جنگجو و یاغی بوده‌اند و به محض اینکه قشون ایران از قفقاز مراجعت می‌کرد مشغول طغیان می‌شدند و به همین دلیل سلاطین بجز کوچانیدن آن‌ها به این مناطق چاره‌ای نداشته‌اند. عیسوی‌های آسپاس تا شهر ماتین که بیست فرسخ با آسپاس مسافت دارد املاک و اراضی دارند و برای اینکه از تأدیه وجه جزیه معاف باشند کم‌کم مذهب اصلی خود را ترک کرده و دین اسلام را قبول نموده‌اند و در این نواحی پاره‌ای از چرکس (دژکرد) و چچن (مهردشت) دیده میشوند »
دن گارسیا نیز شرحی از کودک گرجی که با وی صحبت کرده است، ارائه می‌دهد: «روز دوشنبه سی ام اکتبر، چند کُولی دف نواز همراه همان پسر گرجی (که درهنگام ورود سفیر لار در همین گروه نوازندگان می‌رقصید) نزدیک خیمه‌ها آمدند و به رقصیدن پرداختند. پسر گرجی پس از اتمام رقص نزد سفیر آمد و تصویری به اندازهٔ یک فوت (تقریباً سی سانتی‌متر) از زنی برهنه که طفلی عریان در آغوش داشت و در سبدی پرگل نهاده شده بود به وی تقدیم کرد. این تصویر اگرچه به کلی عریان بود اما… چیزی خلاف عفت در آن مشاهده نمی‌شد.
پسر گرجی که زانو زده و اشک می‌ریخت سبد محتوی تصویر را به سفیر داد و به وسیلهٔ مترجمی به وی گفت که این تصویر مریم عذرا است و او آنگاه که مسیحی بود آن را از کشورش با خود آورده است و چون ایرانیان او را به تغییر دین مجبور کرده‌اند و دیگر شایستگی تملک آن را ندارد، وظیفهٔ خود می‌داند که تصویر را در اختیار کسانی بگذارد که حرمتش را نگاه دارند. سفیر تصویر را گرفت و تقدیس کرد و دستور داد به دقت از آن حفاظت شود».

### خراسان
نادر شاه افشار بعد از قرار مصالحه با دولت عثمانی در پائیز سال ۱۱۴۸ ق عازم گرجستان شد. «هنگام ورود به تفلیس، نادر مورد پذیرایی شایانی قرار گرفت. خیابان‌ها با قالی مفروش شده و شهر تزئین یافته بود. وی با گرجی‌ها خوشرفتاری کامل نمود، اما ۶٬۰۰۰ خانواده را که مقابل او مقاومت کرده بودند به خراسان کوچاند.»

### تهران
آغامحمدخان قاجار در سال ۱۲۱۰ ق ۱۷۹۵ م با ۳۵٬۰۰۰ مرد جنگی وارد گرجستان شد سکنهٔ شهر قصد مقاومت نداشتند و به استقبال خان آمدند، اما وی بی‌رحمانه فرمان قتل و تاراج را صادر کرد و بسیاری از بزرگان و کشیشان شهر را قتل‌عام نمود. و به دستور او ۲۲٬۰۰۰ غیرنظامی را به ایران کوچاندند. احتمال می‌رود که این گرجی‌ها در پایتخت آن زمان یعنی تهران اسکان یافته باشند. یکی از آن‌ها میرزا خسروبیگ گرجی بوده است.
مادر ملک‌الشعرا محمدتقی بهار، سکینه طهرانیان از جمله گرجیان این منطقه بود.

### خوزستان
حضور گرجی‌ها در خوزستان، عموماً مربوط به زمان حکومت واخوشتی خان گرجی در خوزستان و خاندان پس از اوست. گرجی‌های خوزستان بیشتر در شهرستان‌های دزفول و شوشتر زندگی می‌کنند. در زمان صفوی خانواده‌ای به سرپرستی آبینه خان گرجی به دزفول آمد و در آن سکنی گزید؛ خانواده رشیدیان که زمانی در محله حیدرخانه ساکن بودند و در دزفول ریاست داشته‌اند از بازماندگان او می‌باشند. از حاج صوفی فرزند پرویز نوه آبینه خان گرجستانی آثاری در دزفول بجا مانده که برخی از آن‌ها هنوز وجود دارند مانند مسجد حاج صوفی و کل حج صوفی.
دلایل مهاجرت گرجی‌ها به خوزستان:
1. احتمالاً حملهٔ کریم خان زند به فریدون‌شهر
2. احتمالاً کشته شدن امام قلی خان اوندیلادزه حاکم فارس و مهاجرت گرجیان فارس به خوزستان زیر چتر حمایتی خاندان باراتاشویلی در جایگاه حاکمان شوشتر و دزفول
3. تبعید یکی از بزرگ‌زاده‌های گرجی به دزفول
4. به حکومت نشاندن فردی از خاندان گرجی‌تبار باراتاشویلی به عنوان حاکم شرق خوزستان.[۱۳۷][۱۳۸]

## دین

### اسلام آوردن گرجی‌های ایران
گرجی‌ها پیش از ورود به ایران، مسیحی، و پیرو کلیسای ارتدکس گرجی، اما پس از ورود به ایران همگی با اختیار و تصمیم خود یا اجبار مسلمان شدند.
گرجی‌ها از نظر زمان و نحوهٔ دگرگونی دین در ایران به دو دستهٔ بزرگ تقسیم می‌شوند: خواص و عوام
خواص از شمار پادشاهان، شاهزادگان و بزرگان شرق گرجستان (کاختی و کارتلی) می‌باشند. با اقتدار دولت صفوی و توسعهٔ نفوذ و اعمال حاکمیت آن‌ها بر گرجستان با توجه به اینکه به آسانی می‌توانستند پادشاهان گرجستان را عزل و نصب نمایند، معدودی از پادشاهان برای تأیید حکومت خود از سوی دولت صفوی و در امان ماندن از حملات پادشاهان صفوی به دین اسلام می‌گرویدند، اگرچه بیشتر این موارد کاملاً ظاهری بود و به سرعت تغییر دین داده و به دین نخستین خود برمی‌گشتند و بنا بر نظر لکهارت «اعضای طبقهٔ حاکم گرجستان غالباً به اقتضای مصلحت یعنی چون به ایشان از طرف شاه مقام و منصبی تفویض می‌شد روگردان از قبول اسلام نبودند و به همین سهل و سادگی دوباره به کیش و آئین پیشین خویش بازمی‌گشتند».
شاردن باور دارد شاه عباس «گروهی از برجستگان گرجستان را متدین به دین اسلام کرده بود تا به هنگام ضرورت از وجودشان استفاده کند»
در خصوص اسلام آوردن عامهٔ گرجیان نیز باید تقسیم‌بندی‌هایی قائل شد.
۱- گرجی‌هایی که با حملهٔ سپاهیان صفوی به گرجستان در همان‌جا مجبور به پذیرش اسلام و بعد اسارت و روانه شدن به سوی ایران می‌شدند، همانند مسلمان شدن ۳۰٬۰۰۰ اسیری که شاه عباس از مردم متیانتی گرفت. مردم متیانتی متهم به مساعدت در فرار تیموراز یکم پادشاه کاختی بودند که تعدادی قتل‌عام شدند و ۳۰٬۰۰۰ تن از آن‌ها نیز با زور شمشیر به دین اسلام گرویدند.
۲- گرجی‌هایی که پس از ورود به ایران به اسلام گرویدند. اسلام آوردن این دسته گاهی با اجبار و گاهی با تمایل همراه بوده است.
افراد گرجی که در تشکیلات نظامی و اداری شاه عباس به خدمت گمارده می‌شدند همگی مسلمان شده بوده‌اند. دلاواله باور دارد که از آغاز کودکی به آنان تعلیمات اسلامی می‌دادند. و گرچه ظاهراً مسلمان شده‌اند ولی در باطن به دین اصلی خود وفادار مانده‌اند. همچنین راجر سیوری معتقد است گرجی‌هایی که در نیروی سوم شاه عباس وارد می‌شدند تغییر کیش آن‌ها نسبتاً ظاهری بود.
به هر حال این افراد هنگام ورود به تشکیلات دولتی صفوی باید مسلمان می‌شدند و اگر تغییر دین نسل اول ظاهری بوده باشد در نسل‌های بعدی همگی آنان مسلمان زاده بودند و همانند سایر مسلمانان دارای اعتقادات اسلامی می‌شدند.
درمورد گرجیانی که به فرح آباد ساری رفته و در آنجا سکونت گزیدند، باید گفت، آن‌ها مدت طولانی بر آئین پیشین خود باقی بودند، چنان‌که آن‌ها مجاز بودند هر چقدر مایلند کلیسا بسازند و شاه عباس نیز اقدامی در مجبور ساختن آن‌ها برای تغییر دین خود انجام نداد. او حتی یک بار در سال ۱۰۲۸ ق برای آن‌ها تعدادی خوک فرستاد تا برای خوراک خود در آن جا پرورش دهند. دلاواله نیز می‌نویسد که گرجی‌ها و ارمنی‌های فرح آباد در برابر ضمانت پرداخت وامی که از دربار می‌گرفتند، دین خود را گرو می‌گذاشتند و سپس در هنگام بازپرداخت وام تغییر دین می‌دادند. همچنین از گردآمدن پرشمار گرجیانی می‌نویسد که به دلیل علاقه و نشان دادن ارادت به شاه عباس داوطلبانه مسلمان می‌شدند. به گفته دلاوالیه، شاه عباس از این کار راضی نبود و گوناگونی قومی و مذهبی را ترجیح می‌داد.
به نظر شاردن گرجی‌هایی که در فارس و به ویژه ایزدخواست زندگی می‌کردند در تغییر دین یا حفظ آن مختار بودند اما با مطلبی که دن گارسیا از زبان پسری گرجی که شکوه از ایرانیان به خاطر مجبور ساختن وی برای تغییر دین و گرائیدن به اسلام عنوان کرده است می‌توان چنین استنباط کرد که تغییر دین برای آن‌ها اجباری بوده است.
گرجی‌هایی که در اصفهان ساکن بودند در تغییر دین یا حفظ دین اجداد خود مخیر بودند، اما به نظر می‌رسد آن‌ها به دلایل مختلف متمایل به تغییر دین و قبول اسلام بوده‌اند. حکایتی که پیترو دلاواله در این خصوص ذکر می‌کند مبین این مدعاست.
هنگامی که تعدادی از گرجی‌ها از اصفهان عازم نجف آباد و فریدن شدند، تا سال ۱۰۳۰ ق همگی بر دین مسیحیت باقی بودند. در این سال شاه عباس پس از بازرسی اقدامات انجام گرفته در خصوص اتصال آب کوهرنگ به زاینده رود، متوجه وضع عیسویان مهاجر از گرجستان و ارمنستان شد که تلاش و کوشش آنان باعث آبادی سردسیر فریدن شده بود «شاه از این که آن‌ها در میان مردم مسلمان زندگی می‌کردند مضطرب شد» در نتیجه دستور داد آن‌ها مسلمان شوند و عبدالمعالی نطنزی را مأمور این کار نمود.
اسکندر بیک ترکمان مورخ و منشی مخصوص شاه عباس این واقعه را چنین می‌نویسد: «از وفور ترحم و غمخواری که چون دنیا محل حوادث و دار فتور است مبادا در آن هنگام وقوع حادثه و عدم استقامت ملک از الوار (لرها) قرب جوار که جور و اعتساف (ظلم و بیداد) جبی (ذاتی و سرشتی) آن طایف است، به ایشان که مطیع اسلام و اهل ذمه (مسیحی) اند دست درازی واقع شده نساء و صبیان بذل اسر گرفتار آیند از آن طبقه دعوت همایون به قدم اذعان تلقی نموده طوعا او کرها (با میل یا اکراه) پذیرای فرمان شدند» شاه عباس امیر ابوالمعالی نطنزی مجلس‌نویس خود را به این کار مأمور نمود. وی به میان عیسویان رفت. جمعی با رغبت و جمعی با تهدید و ارعاب مسلمان شدند. در این اقدام ۵٬۰۰۰ تن از گرجیان و ارمنی‌ها مسلمان شدند.

## جایگاه گرجی‌ها در تاریخ و فرهنگ و تمدن ایران

### حاکمان و امیران گرجی‌تبار ایران
گرجیان مردم سرزمین کوهستانی قفقاز هستند و سخت کوش و جنگ‌آور بار آمده‌اند و رشادت آن‌ها توجه بسیاری از سیاحان اروپایی و اقوام مختلف را به خود معطوف نموده است.
خواجه نظام الملک طوسی، وزیر با تدبیر سلاجقه در بحث از افراد تشکیل دهندهٔ سپاه وجود گرجی‌ها را به عنوان مردانی نیک ضروری می‌داند. دورهٔ اوج خدمات گرجی‌ها در تعالی اهداف سایر ملل در ایران عصر صفوی می‌باشد.
با حملات شاه طهماسب یکم به قفقاز و گرجستان تعداد بسیاری از گرجی‌ها به ایران وارد شدند. «ورود این گروه قومی جدید تغییر عمیقی در طبیعت جامعهٔ صفوی پدیدآورد و تأثیرات عمیقی بر نهادهای نظامی و سیاسی کشور نهاد».
گرجی‌ها در ایران به زودی و با سرعت پله‌های ترقی را پیمودند. چنان‌که در پایان دورهٔ سلطنت شاه طهماسب و در منازعات جانشینی او یکی از دو جناح ذی‌نفوذ و مدعی را تشکیل می‌دادند. در زمان سلطنت وی محمد خدابنده یک گرجی به نام کیخسرو بیک را در مقام مربّی فرزند وی می‌بینیم. شایان ذکر است این مقامی بود که تنها به بزرگان قزلباش داده می‌شد و وی نخستین غیر قزلباش است که بدین مقام والا دست یافته است.
با سیاست‌های شاه عباس که کوشش در کاستن از نیروی قزلباش‌ها و تاجیک‌ها داشت، در دورهٔ سلطنت وی گرجی‌ها به بالاترین مناصب و مقامات لشکری و کشوری دست یافتند. بر پایه برآورد مینورسکی گرجی‌ها و دیگر قفقازی‌ها در پایان سلطنت شاه عباس یکم، یک پنجم مناصب بالای اجرایی را اشغال کرده بودند.
در منابع به فهرست بلندی از نام‌های امرا و حکام گرجی برمی‌خوریم. آن‌ها از شمالی‌ترین نقطهٔ ایران (قراباغ) تا جنوبی‌ترین نقطه (هرمز) و از شرقی‌ترین نقطه (قندهار) تا غربی‌ترین نقطه (بغداد) حکومت می‌کردند. تنها در دورهٔ صفویه بلکه در دورهٔ افشاریه، زندیه و قاجاریه نیز بسیاری از گرجیان سرشناس و جزء ارکان حکومت بوده‌اند.

#### فهرست حاکمان و امیران گرجی‌تبار دورهٔ صفویه
- الله وردی خان گرجی وزیر شاه عباس صفوی، سپهسالار و فرمانده کل ارتش امپراتوری صفویان، حاکم ایالت فارس ، بانی سی و سه پل اصفهان و مدرسهٔ خان شیراز

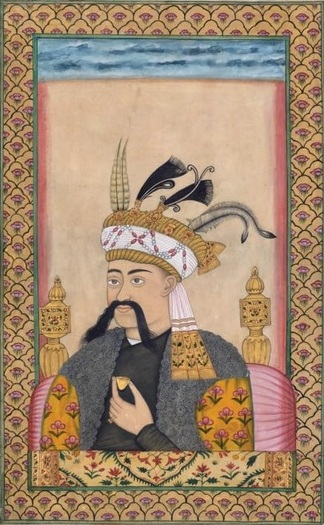
امام قلی خان گرجی

- امام قلی خان گرجی سپهسالار و فرماندهٔ سپاه صفوی در جنگ با پرتغالی‌ها و پایان دادن به حکومت ۱۰۰ سالهٔ آنان در خلیج فارس، حاکم ایالت فارس امپراتوری صفوی، کهگیلویه، لار، هرمز، بحرین، شمیل، مینا، گلپایگان، تویسرکان، محلات، بعضی ولایت‌های خوزستان مانند هویزه و دورق و منطقه‌ای وسیع از قمشه تا سواحل دریای عمان
- داود خان گرجی حاکم ایالت آذربایجان امپراتوری صفوی، رئیس ایل قاجار در زمان شاه عباس یکم و شاه صفی
- شیرعلی خان گرجی حاکم همدان، حاکم بغداد
- اوتار خان گرجی حاکم خوار، سمنان، دماوند و فیروزکوه، رئیس ایل پازوکی، حاکم قندهار
- گرگین خان گرجی سردار سپاه امپراتوری صفویان، فاتح و حاکم افغانستان امپراتوری صفوی
- رستم خان گرجی (خسرو میرزا باگراتیونی) فرمانده سپاه صفوی در فتح بغداد، داروغهٔ اصفهان
- رستم خان گرجی (رستم خان سپهسالار ساآکادزه) سپهسالار امپراتوری صفویان در زمان شاه صفی
- رستم خان گرجی (رستم خان قوللر آقاسی) قوللر آقاسی، یکی از فرماندهان سپاه ایران در حمله به افغانستان
- عبدالله خان گرجی حاکم قندهار[۶۷]
- یوتم سلطان گرجی حاکم ایالت دربند باب‌الأبواب[۱۵۶]
- گرگین سلطان گرجی حاکم گسکر و امیر غازیان چپنی[۱۵۷][۱۵۸]
- بکتاش‌خان گرجی حاکم بغداد
- جمشید سلطان گرجی حاکم ابیورد و رئیس ایل افشار[۱۵۹][۱۶۰]
- کیخسرو خان گرجی حاکم ناحیهٔ درون در خراسان، که در زمان حکومت خود چندین بار ازبکان را شکست داد[۱۶۱]
- پاآتا بیک گرجی یوزباشی غلامان در دورهٔ سلطنت شاه صفی[۱۶۲]
- صفی قلی خان گرجی دیوان بیگ و حاکم ناحیهٔ درون در خراسان، حاکم مشهد، در زمان شاه عباس دوم، دیوان بیگی و نظارت بیوتات سلطنتی[۱۶۲][۱۶۳][۱۶۴]
- محراب بیک گرجی امیر بست و حاکم استر آباد[۱۶۵][۱۶۶]
- واخوشتی خان گرجی حاکم شوشتر[۱۶۷]
- کرجاسبی بیک گرجی یوزباشی غلامان و یساول صحبت[۱۶۸]
- خسرو بیک گرجی امیر ایل جوانشیر[۱۶۹]
- واختانگ بیک گرجی از سرداران سپاه شاه عباس دوم و حاکم شیروان[۱۷۰]
- جعفر قلی خان گرجی حاکم استرآباد در زمان شاه عباس دوم[۱۶۶]
- سیاوش خان گرجی قوللر آقاسی، حاکم دربند در زمان شاه صفی و حاکم کهگیلویه در زمان شاه عباس دوم[۱۶۰][۱۶۸][۱۷۱]
- محمد قلی خان گرجی حاکم استرآباد[۱۷۲]
- لوان بیک گرجی دیوان بیگی اصفهان در زمان شاه سلطان حسین[۶۶]
- کیخسرو بیک گرجی داروغهٔ اصفهان[۱۷۳]
- علیقلی بیگ گرجی بردار رستم خان سپهسالار، که بعد از انتصاب برادرش به سمت سپهسالاری امپراتوری صفویان، به جای او منصب دیوان بیگی را یافت.[۱۷۴][۱۷۵]
- زینل بیک گرجی حاکم مرو در زمان شاه عباس دوم[۱۷۶]
- کنستانتین گرجی بیگلربیگی ایروان و حاکم شمس الدینلو و کزخ[۱۷۷][۱۷۸]

#### فهرست حاکمان و امیران گرجی‌تبار بعد از دورهٔ صفویه

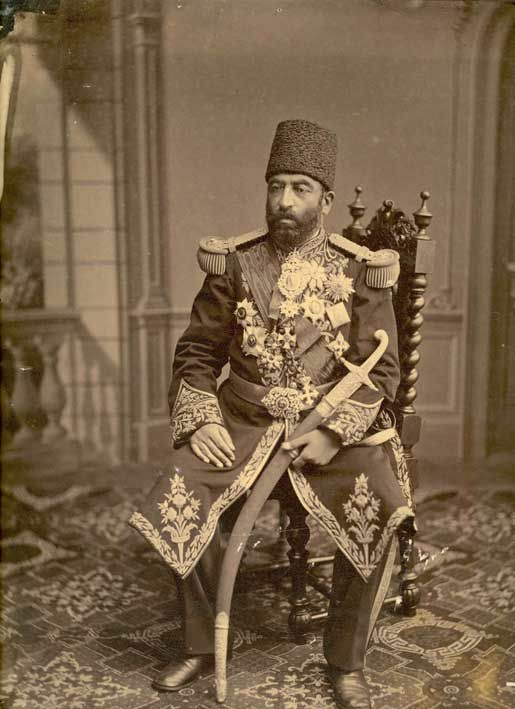
آقامحمدابراهیم ارباب اتابک اعظم

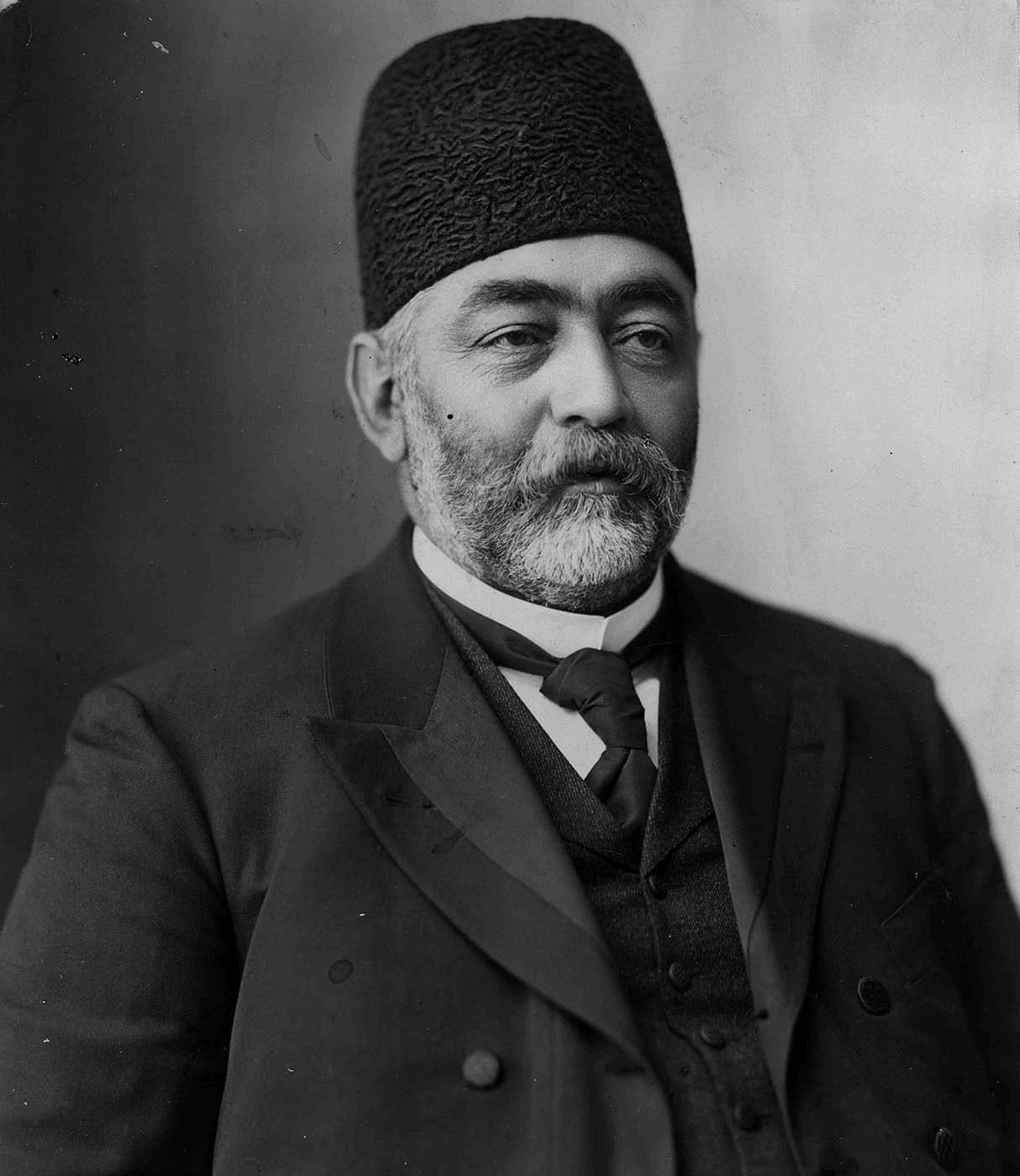
میرزاعلی‌اصغر اتابک

- فریدون خان گرجی یوزباشی غلامان در زمان نادرشاه، قوللر آقاسی، نایب السلطنهٔ شاهرخ میرزا[۱۷۹]
- سهراب خان گرجی وزیر عادلشاه افشار[۱۸۰]
- عبدالله خان گرجی قوللر آقاسی[۱۸۱]
- لطف علی خان گرجی توپچی سپاه زند[۱۸۲]
- بیژن خان گرجی تفنگدار در زمان ناصرالدین شاه[۱۸۳]
- یوسف خان گرجی حاکم اصفهان، بنیان‌گذار اراک، حاکم اراک[۱۸۴]
- خسرو خان گرجی حاکم گیلان[۱۸۵]
- غلامحسین‌خان گرجی حاکم اصفهان در زمان امیرکبیر[۱۸۶][۱۸۷]
- آقامحمدابراهیم ارباب وزیر دربار، وزیر گمرگ، وزیر خزانه، رئیس اندرونی همایونی، رئیس دواب دولتی ضرابخانه، رئیس قراولان مخصوص وزارت ابنیه، رئیس صندوق مبارکه و چند سمت درباری دیگر[۱۸۸]
- میرزاعلی‌اصغر اتابک صدراعظم قاجار و نخست‌وزیر ایران در زمان ناصرالدین شاه
- الکساندر میرزا سردار ایران در جنگ‌های ایران و روس[۱۸۹]
- سردار علی اکبر خان مفخم مهرآبادی ، سردار جنگ با انگلیس ها  در شمال استان فارس

### شاعران فارسی سرای گرجی‌تبار ایران
گرجستان به علت موقعیت ویژه جغرافیایی خود در درازای اعصار متمادی عرصهٔ کشمکش‌ها و رقابت‌های دولت‌های پر قدرت عصر بوده و در دل یکی از حساس‌ترین مناطق دستخوش تلاطمات گوناگون سیاسی، مذهبی و اقتصادی جای داشته است. گرجستان یکی از چند کشوری است که پیوسته در معرض داد و ستد فکری و فرهنگی شرق و غرب بوده و از هر دو منبع سرشار علم و فرهنگ الهام می‌گرفته است.
گرجیان در سراسر تاریخ ممتد خود نوجو و نوپسند بودند ولی همواره کوشش می‌کردند که پایبند به اصالت قوی خود باشند و عناصر نوین را با مبادی ریشه‌دار خود پیوند زنند آنان بدین‌سان فرهنگ مادی و معنوی ویژهٔ گرجی را که از خصوصیات فرهنگی ملی است به وجود آورده‌اند.
این نوجویی و نوپسندی و فرهنگدوستی ذاتی گرجیان نه تنها در وطن خودشان وجود داشت بلکه آن را در غربت نیز به منصهٔ ظهور رساندند. گرجیانی که توسط صفویان و قاجارها به ایران کوچانده شدند ذوق شعری خود را در زبان مهاجمان بکار بستند و زبان خصم پرکین را به حیله و زیور آراستند.
تفلیس به عنوان شهری که برای مدتی تقریباً طولانی مقر حکام مسلمان بود، رونق علمی و ادبی فراوانی یافت. این رونق نیز زائیدهٔ تسامح مذهبی پادشاهان عیسوی گرجستان بود که نسبت به مسلمانان کمال احترام و محبت را روا می‌داشتند. شعرا و دانشمندان زیادی با عنوان «تفلیسی» در آسمان علم و ادب فارسی و اسلامی درخشیدند و تفلیس در نزد مسلمانان چنان شهرت یافت که مؤلف تاریخ قم می‌نویسد: «... حق جل و علا از جمیع شهرها کوفه و قم و تفلیس را برگزیده است».

#### فهرست شاعران گرجی فارسی سرای دورهٔ اسلامی تفلیس
- قاضی تفلیسی
- کمال تفلیسی
- لطیف تفلیسی
- سیف تفلیسی
- بدر تفلیسی
- حبیش تفلیسی

#### فهرست شاعران گرجی فارسی سرای عصر صفویه
- سروش گرجی
- زینل بیک
- بهزاد بیک
- فضل علی بیک
- یمینی گرجی
- ولی گرجی
- نژاد گرجی
- کیخسرو گرجستانی
- شیرمردان بیک
- علی خان بیک
- اغورلو بیک
- باگرات گرجی
- سیاوش بیک گرجی
- بزمی کوز
- کوکبی گرجی

#### فهرست شاعران گرجی فارسی پس از صفویه
- میرزا خسروبیگ گرجی
- مکنون گرجی
- خسرو گرجی
- کامی گرجستانی
- رخشان گرجستانی
- یوسف گرجی
- اختر گرجی
- نشاطی گرجی
- طالب گرجی
- میرزا عبدالله گرجی[۱۹۲]